# Timelesz
timelesz（タイムレス）は、日本の8人組男性アイドルグループ。所属事務所はSTARTO ENTERTAINMENT、所属レコードレーベルはOver The Top。ファンネームは「secondz」（セカンズ）、マスコットキャラクターは「TAM」。
旧グループ名はSexy Zone（セクシーゾーン）、2024年4月1日にtimeleszへ改名。
2011年に結成・CDデビュー。Sexy Zone時代の略称はセクゾ、セクゾン、SZ。ファンの愛称はSexy Lovers（セクラバ）。旧グループ名の「xy」の部分は、「Sexy Zone」のように赤色で表記される。これには数学の方程式において “x” と “y” はどの数字にも変化できる、即ち何にでも変化ができるという意味が込められているという説がある。
2024年4月からはtimelesz（タイムレス）として活動を開始。グループ名の由来は、Sexy Zoneからマリウス葉が卒業するタイミングで5人で制作した楽曲である「timeless」より。また、Sexy Zone時代の歴史や思いを継承していきたいという理由で、綴りの末尾を「sz」に変えている。

## メンバー
プロフィール順に表記。

### 現メンバー
| 名前                            | 生年月日               | 血液型 | 出身地   | 身長  | メンバーカラー | 備考                |
| ------------------------------- | ---------------------- | ------ | -------- | ----- | -------------- | ------------------- |
| 佐藤 勝利 （さとう しょうり）   | 1996年10月30日（28歳） | A型    | 東京都   | 171cm | 赤             |                     |
| 菊池 風磨 （きくち ふうま）     | 1995年3月7日（30歳）   | A型    | 東京都   | 178cm | 紫             |                     |
| 松島 聡 （まつしま そう）       | 1997年11月27日（27歳） | A型    | 静岡県   | 167cm | 緑             |                     |
| 寺西 拓人 （てらにし たくと）   | 1994年12月31日（30歳） | O型    | 神奈川県 | 178cm | 水色           | 2025年2月15日加入。 |
| 原 嘉孝 （はら よしたか）       | 1995年9月25日（29歳）  | O型    | 神奈川県 | 177cm | 黄緑           | 2025年2月15日加入。 |
| 橋本 将生 （はしもと まさき）   | 1999年10月17日（25歳） | 不明   | 神奈川県 | 176cm | ピンク         | 2025年2月15日加入。 |
| 猪俣 周杜 （いのまた しゅうと） | 2001年8月17日（23歳）  | AB型   | 茨城県   | 172cm | 黄色           | 2025年2月15日加入。 |
| 篠塚 大輝 （しのづか たいき）   | 2002年7月9日（23歳）   | B型    | 大阪府   | 180cm | 白             | 2025年2月15日加入。 |

### 元メンバー
| 名前                          | 生年月日              | 血液型 | 出身地                 | 身長  | メンバーカラー | 備考                                                                                   |
| ----------------------------- | --------------------- | ------ | ---------------------- | ----- | -------------- | -------------------------------------------------------------------------------------- |
| マリウス 葉 （マリウス よう） | 2000年3月30日（25歳） | O型    | ドイツ・ハイデルベルク | 183cm | オレンジ       | 2020年12月2日から芸能活動を休止。 2022年12月31日をもってグループを卒業、芸能界を引退。 |
| 中島 健人 （なかじま けんと） | 1994年3月13日（31歳） | A型    | 東京都                 | 176cm | 青             | 2024年3月31日をもってグループを卒業。                                                  |

## 経歴

### Sexy Zone時代（2011年9月デビュー - 2024年3月）

#### 結成・CDデビュー
2011年9月29日、帝国劇場において開催された記者会見の中で、グループの結成とCDデビューが発表された。当時、ジャニーズ事務所の社長であったジャニー喜多川は「マイケル・ジャクソンのようなセクシーさ」をイメージして「Sexy Zone」というグループ名を決定したこと、メンバー選考は二転三転したものの4日前に最終決定され、「男としてのセクシーさ」を重視したことを明かしている。また、ドイツ人の父親と台湾出身の日本人の母親を持つマリウスをメンバーに加えたことについて「国際性を持たせたかった」としている。
記者会見後、メンバーは同劇場において開催された『帝劇 Johnnys Imperial Theatre Special「Kis-My-Ft2 with ジャニーズJr.」』に出演し、デビュー曲「Sexy Zone」を初披露した。同曲は、『ワールドカップバレーボール2011』のイメージ・ソングとして起用され、スペシャル・サポーターにも就任する。

#### 最年少記録の更新とNHK紅白歌合戦出演
2011年11月16日、シングル『Sexy Zone』をポニーキャニオンから発売して、デビュー。オリコンの週間シングルランキングで初登場1位を記録、「平均年齢14.4歳」での初登場首位デビューは、1968年1月のオリコンシングルランキング発表開始以来ソロ、グループを通じての歴代最年少記録。事務所の先輩かつメンバーの中島と菊池もレコーディングに参加した中山優馬 w/B.I.Shadowがデビューシングル『悪魔な恋/NYC』で樹立した14.6歳を0.2歳更新した。
2012年2月11日、グループ単独初となるコンサート「Sexy Zone First Concert 2012」開催。4月5日、グループ初となる冠ラジオ番組「Sexy ZoneのQrzone」の放送開始。8月1日、初写真集『Sexy Zoneファースト写真集 Sweetz-スイーツ』（集英社）発売。8月10日、『東日本大震災復興チャリティー 2012 神宮外苑花火大会 国立競技場』に初出演。
8月15日、初のDVD作品『Sexy Zone アリーナコンサート2012』をリリースし、男性グループ史上最年少DVD首位記録を打ち立てた。
11月14日、初のオリジナルアルバム『one Sexy Zone』発売。平均年齢「15.4歳」でのアルバム首位獲得は、男性グループ史上最年少記録。3人組グループ・w-inds.が『w-inds.〜1st message〜』で樹立した平均16.3歳の記録を10年11か月ぶりに塗り替え、デビューシングル・初のDVD作品に続き、今回が3つ目の最年少記録となった。
2013年3月26日、初の全国ツアー「Sexy Zone Japan Tour 2013」全国5か所16公演開催。
12月31日、第64回NHK紅白歌合戦に出演、NHK年末恒例のテレビ番組『NHK紅白歌合戦』への初出演アーティストとして、白組トップバッターを務めた。「Sexy平和Zone組曲」と題し、「Sexy Zone」「Lady ダイヤモンド」「Sexy Summerに雪が降る」「Real Sexy!」「バィバィDuバィ〜See you again〜」の5曲をメドレーで披露。以降2018年まで連続6年出演する。
2014年3月5日、初の冠番組「Sexy Zone CHANNEL」が放送開始。

#### 3人体制とメンバー流動制グループへ

##### 「Sexy Family」
2014年3月26日、ツアー「Sexy Zone Spring Tour Sexy Second」開催。5月5日、横浜アリーナでのコンサート公演において、弟分ユニットとして松島とジャニーズJr.（当時）の松田元太および松倉海斗が参加する「Sexy 松（Show）」、マリウスとジャニーズJr.（当時）の岩橋玄樹および神宮寺勇太が参加する「Sexy Boyz」を結成すると発表。3人体制のSexy Zoneに2つの弟分ユニットとファン（Sexy Girls）とを加えて「Sexy Family」と称することになった。
7月15日、代々木第一体育館で新曲「男 never give up」の発表会を開催し、10月1日には中島、菊池、佐藤の3人体制でシングルを発売することを明らかにした。以降シングル3作およびアルバム1作、3人体制でリリースされた。同時に、今後は中島・菊池・佐藤を中心メンバーとし、それ以外のメンバーを固定せずに活動することも発表した。松島・マリウスの2人はSexy Zoneから脱退はしないが、松島はSexy 松（Show）、マリウスはSexy Boyzでの活動が主体となるとされ、ファンには混乱もみられた。その後開催された7月23日からのコンサート「Sexy Zone Summer Concert 2014」は、松島とマリウスはさいたまスーパーアリーナ公演のみ出演した。
2015年3月2日、2015ワールドカップバレーの公式ナビゲーターに中島、菊池、佐藤が就任。大会組織委員会から任命されるのは、今回が初。3月15日、ツアー「Sexy Zone Sexy Power Tour」開催。3月29日、横浜アリーナで行った横浜最終公演で、28日公演でデビュー以来のコンサートおよび座長舞台公演の動員が累計100万人を突破したことが発表された。8月、「Sexy Zone A.B.C-Z Summer Paradise in TDC」を行い、中島・菊池・佐藤がそれぞれソロコンサート開催。松島・マリウスは『ガムシャラ！SUMMER STATION』にてジャニーズJr.とともに公演を行った。

#### 5人体制に復帰
2015年12月16日発売の10thシングル『カラフル Eyes』から、再び5人体制での活動を再開した。デビュー曲からのシングル週間1位獲得作品数を10作連続に更新。2016年2月24日、5人体制で4枚目のオリジナルアルバム『Welcome to Sexy Zone』発売。8月、「Johnnys' Summer Paradise 2016」を行い、中島・菊池・佐藤がそれぞれソロコンサートを、松島・マリウスは2人でコンサートを行った。11月16日、5周年記念初のベストアルバム『Sexy Zone 5th Anniversary Best』を発売。
この3人・2人体制から5人体制に戻ることになったきっかけを作ったのは、先輩である中居正広（SMAP）であった。ジャニー喜多川は、年上組3人と年少組2人で、もっといろんな場所を経験させたいと体制を一度組み直したが、5人は「5人がいい」と思っていた。その後年上3人組が歌番組に出演した際に中居が楽屋を訪れ、「Sexy Zoneは5人の方がいいと思う」とその場にいたジャニーと二人きりで話し合いジャニーを説得し、その後5人体制に戻る事となった。
2017年3月25日、デビュー5周年を迎えたことを記念したツアー「Sexy Zone Presents Sexy Tour 2017〜STAGE」を開催。全国5会場18公演で25万人を動員。演出や構成も、菊池を中心にメンバー5人で制作される。
2018年4月11日、地上波初冠番組『Sexy Zoneのたった3日間で人生は変わるのか!?』（日本テレビ系）が放送開始。8月25日・26日、日テレ系「24時間テレビ41 「愛は地球を救う」」のメインパーソナリティを務める。

##### 松島の病気療養と復帰
2018年11月28日、松島が突発性パニック障害の療養のため芸能活動を当面休止することを発表した。休止以降は中島・菊池・佐藤・マリウスの4人で活動する。ただし、12月5日に発売された16枚目の両A面シングル『カラクリだらけのテンダネス/すっぴんKISS』は5人体制となっている。
2019年3月13日、4人体制の6枚目オリジナルアルバム『PAGES』発売。10月23日、4人体制の17枚目の両A面シングル『麒麟の子/Honey Honey』発売。2020年、ジャニーズ事務所所属グループによる新型コロナウイルス感染拡大防止の支援活動「Smile Up! Project」の一環として、5月13日に結成が発表された75名の期間限定ユニット「Twenty★Twenty」に参加し、8月12日にシングル『smile』を発売。
2020年8月12日、松島が一部芸能活動を再開することを発表。また、「約1年9カ月仕事から離れていたことや回復している今の状態を大切にしたいことから、段階を踏みながら緩やかに活動を再開してまいりたいと考えております」とし、ツアーをはじめ、当面松島が参加しない活動があることに理解を求めた。その後、5人でのテレビ出演は9月12日放送の日本テレビ系大型音楽特番『THE MUSIC DAY』で解禁され、冠バラエティー番組「Sexy Zoneの進化論」にも10月9日配信開始の第11回から参加した。10月19日のニッポン放送での初めてのオールナイトニッポン特別番組「Sexy ZoneのオールナイトニッポンPremium」も、5人全員で約4時間の生放送を行った。
10月29日から31日の間、2019新型コロナウイルスの影響により、3月14日から5月31日まで予定されていた公演がすべて中止となったツアー「Sexy Zone POP × STEP!? TOUR 2020」の初の配信ライブが行われ、2018年5月6日から約2年6か月ぶりに5人のライブが開催された。11月4日に19枚目のシングル『NOT FOUND』をリリース。2019年からリリースされたシングル2作、アルバム2作を通して4作ぶりに松島が参加、5人で作品をリリースした。

##### レコード会社の移籍とレーベルの変更
2020年3月24日、海外進出を視野に入れた活動を本格的にスタートするため、デビュー以来所属していたポニーキャニオンから、ジャニーズ事務所とユニバーサルミュージックがタッグを組んで設立する新レーベルに移籍し、18枚目のシングル『RUN』をリリースすることが発表される。新レーベルの詳細は後日発表とされ、6月26日に改めて新レーベル名が「Top J Records」（トップジェーレコーズ）に決定したことが発表された。8月5日にリリースされ、初動売上は2014年の『君にHITOMEBORE』以来5年9か月ぶりに20万枚を突破した。
2021年3月12日、「Top J Records」の公式YouTubeチャンネルを開設。グループのミュージックビデオや商品リリース告知映像、ライブ映像など、音楽コンテンツが公開される。同日、「SZ10THアプリ」サービスも開始。5月21日、「SZ10THアプリ」おいて、3か月連続企画「SZ VOICE」の配信がスタート。各メンバーが、テーマに沿って自らの楽曲を3曲ずつ選曲し、本人のメッセージボイスとともにその楽曲が楽しめるスペシャルコンテンツとなっている。5月14日、「Top J Records」によりグループの公式Twitterを開設。アイコンにも設定されている「セクベア」は松島がデザインを手掛けたもので、グループのライブなどに度々登場するキャラクター。
2022年5月31日、ポニーキャニオンの公式ホームページを閉鎖。9月29日、ポニーキャニオン時代に発売されたシングル17作品、アルバム8作品、ライブBlu‐ray13作品を、10月12日にTop J Recordsから再リリースすることを発表（全て通常盤のみ）。

#### SZ10TH

##### マリウスの病気療養
2020年12月2日、マリウスが体調不良のため芸能活動を休止することを発表。今後マリウスは「心身の健康を何よりも最優先」にすべく、一定期間の活動を休止し、中島・菊池・佐藤・松島の4人で活動を継続する。
2021年1月23日、グループ初のオンラインファンミーティング「SZ10TH ONLINE FAN MEETING - Vol.1 -」をJohnny's net オンラインにて開催。3月3日に10周年記念アルバム『SZ10TH』がリリースされ、初週で自己最高となる18.6万枚の売上を記録した。9月29日、2回目のオンラインファンミーティング「SZ10TH ONLINE FAN MEETING -Vol.2-」を開催。

##### 初のドームツアー
2022年6月1日、中島・菊池・佐藤・松島の4人体制で約2年4か月ぶりの8枚目オリジナルアルバム『ザ・ハイライト』発売。8月14日、アルバムを携えた全国ツアー「セクシーゾーン ライブツアー2022 ザ・アリーナ」横浜アリーナでの神奈川最終日公演を行い、グループ初のドームツアー開催を発表。12月16・17日に東京ドーム、24・25日に京セラドーム大阪で初のドームコンサートを行った。
11月30日、2022年に圧倒的な活躍をみせた人やグループをたたえる「GQ MEN OF THE YEAR 2022」にて「メン・オブ・ザ・イヤー・ポップ・アイコン賞」を受賞。

##### マリウスの卒業および芸能界引退
2022年12月27日、グループの公式Instagramアカウントが開設。2020年12月から活動休止中のマリウスが同日より5日間の復帰期間を経て、12月31日の『ジャニーズカウントダウン2022-2023』への出演をもってグループを卒業し、ジャニーズ事務所を退所、芸能界からも引退することが発表された。同ライブには予定通りに出演し、Sexy Zoneとしては最初で最後の5人体制での出演でもあった。
また、5人での東京ドーム無観客ライブを2023年1月25日から4月18日まで配信。残留メンバーは「この先も一生Sexy Zoneは『5人』です。」と自身のブログ内で述べ、公式発表では「脱退」ではなく「卒業」と明記された。なお、マリウス卒業後は中島・菊池・佐藤・松島の4人でグループ活動を継続する。

#### グループ名・所属レーベル名の変更発表、中島の卒業
2023年10月5日、グループ名を変更する方針を明らかにした。12月28日、所属レーベルであるTop J Recordsの名称を2024年1月から「Over The Top」に変更することを発表。
12月、初の3大ドームツアー「SEXY ZONE LIVE TOUR 2023 Chapter II in DOME」が福岡・福岡PayPayドーム、大阪・京セラドーム大阪、東京・東京ドームの3カ所で行われ、全7公演で約33万5000人を動員。Sexy Zoneでグループ名での最後のツアーとなった。
2024年1月8日、グループ名を4月から変更、および3月31日をもって中島がグループから卒業し、事務所に残って個人として活動していくことを発表。3月31日に4人体制でのラストライブが配信で行われ、ファンクラブ限定パートでは元メンバーのマリウスが登場する場面もあった。

### timelesz時代（2024年4月 - 現在）

#### 改名、新メンバーオーディションの開催
2024年4月1日、菊池・佐藤・松島の3人で新グループ名で活動を継続。
新グループ名を「timelesz」（タイムレス）とすることを決定し、同時に一般人を対象に新メンバーオーディション『timelesz project -AUDITION-』を実施することをあわせて発表した。

#### オーディション終了、8人体制へ
2025年2月15日、Netflixで『timelesz project -AUDITION-』の最終エピソードが配信され、新メンバーとして、俳優部として4次審査から参加していた寺西拓人、原嘉孝、一般候補生から選ばれた橋本将生、猪俣周杜、篠塚大輝の5人が決定したことが明らかになった。これにより菊池・佐藤・松島も含めた8人体制での活動を開始する。2月28日には、新体制初の楽曲「Rock this Party」およびSexy Zone時代の楽曲を含むコンピレーション・アルバム『Hello! We're timelesz』をグループとして初めてデジタルリリースした。6月11日に発売した新体制初のアルバム『FAM』は自己最高初週売上となる61.9万枚を売り上げ、オリコン週間アルバムランキングにて1位を獲得した。

## 受賞歴
Sexy Zone
- GQ Men of the Year 2022 「メン・オブ・ザ・イヤー・ポップ・アイコン賞」

timelesz
- ASIA STAR ENTERTAINER AWARDS 2025「ASEA THE BEST ARTIST」「ASEA THE PLATINUM」

## 作品
GD認定は日本レコード協会からのゴールドディスク認定を示し、日本レコード協会公式サイトの「ゴールドディスク認定検索」で、アーティスト名に「Sexy Zone」「timelesz」を含む作品の検索結果をもとに記述。

### シングル

#### CDシングル
順位はオリコンの発表するCDシングル週間ランキング、Billboard JAPANの発表するBillboard Japan Hot 100での最高位を示す。
- Sexy Zone Shop盤はSexy Zone Shop限定販売
- ポニーキャニオンから発売されたシングル17作品の通常盤のみ、2022年10月12日にTop J Records（規格品番：JMCT-15901 - JMCT-15917）から再発売された[126][127]。

| #  | リリース日     | タイトル                                         | 販売形態                               | 規格品番                | レーベル         | 順位     | 順位       | 初動推移 | GD認定   | 初収録アルバム                 |
| #  | リリース日     | タイトル                                         | 販売形態                               | 規格品番                | レーベル         | オリコン | JPN Hot100 | 初動推移 | GD認定   | 初収録アルバム                 |
| -- | -------------- | ------------------------------------------------ | -------------------------------------- | ----------------------- | ---------------- | -------- | ---------- | -------- | -------- | ------------------------------ |
| 1  | 2011年11月16日 | Sexy Zone                                        | 初回限定盤(CD+DVD)                     | PCCA-05001              | ポニーキャニオン | 1位      | 1位        | 17.3万枚 | ゴールド | one Sexy Zone                  |
| 1  | 2011年11月16日 | Sexy Zone                                        | 初回限定盤(CD+DVD)                     | PCCA-05002              | ポニーキャニオン | 1位      | 1位        | 17.3万枚 | ゴールド | one Sexy Zone                  |
| 1  | 2011年11月16日 | Sexy Zone                                        | 初回限定盤(CD+DVD)                     | PCCA-05003              | ポニーキャニオン | 1位      | 1位        | 17.3万枚 | ゴールド | one Sexy Zone                  |
| 1  | 2011年11月16日 | Sexy Zone                                        | 初回限定盤(CD)                         | PCCA-05004              | ポニーキャニオン | 1位      | 1位        | 17.3万枚 | ゴールド | one Sexy Zone                  |
| 1  | 2011年11月16日 | Sexy Zone                                        | 通常盤(CD)                             | PCCA-05005              | ポニーキャニオン | 1位      | 1位        | 17.3万枚 | ゴールド | one Sexy Zone                  |
| 2  | 2012年4月11日  | Lady ダイヤモンド                                | 初回限定盤(CD+DVD)                     | PCCA-05006              | ポニーキャニオン | 1位      | 2位        | 11.6万枚 | ゴールド | one Sexy Zone                  |
| 2  | 2012年4月11日  | Lady ダイヤモンド                                | 初回限定盤(CD+DVD)                     | PCCA-05007              | ポニーキャニオン | 1位      | 2位        | 11.6万枚 | ゴールド | one Sexy Zone                  |
| 2  | 2012年4月11日  | Lady ダイヤモンド                                | 通常盤(CD)                             | PCCA-05008              | ポニーキャニオン | 1位      | 2位        | 11.6万枚 | ゴールド | one Sexy Zone                  |
| 3  | 2012年10月3日  | Sexy Summerに雪が降る                            | 初回限定盤(CD+DVD)                     | PCCA-05009              | ポニーキャニオン | 1位      | 1位        | 9.5万枚  | ゴールド | one Sexy Zone                  |
| 3  | 2012年10月3日  | Sexy Summerに雪が降る                            | 初回限定盤(CD+DVD)                     | PCCA-05010              | ポニーキャニオン | 1位      | 1位        | 9.5万枚  | ゴールド | one Sexy Zone                  |
| 3  | 2012年10月3日  | Sexy Summerに雪が降る                            | 通常盤(CD)                             | PCCA-05011              | ポニーキャニオン | 1位      | 1位        | 9.5万枚  | ゴールド | one Sexy Zone                  |
| 3  | 2012年10月3日  | Sexy Summerに雪が降る                            | 会場限定盤(CD)                         | BRCA-00016              | ポニーキャニオン | 1位      | 1位        | 9.5万枚  | ゴールド | one Sexy Zone                  |
| 4  | 2013年5月1日   | Real Sexy!/BAD BOYS                              | 初回限定盤(CD+DVD)                     | PCCA-05014              | ポニーキャニオン | 1位      | 2位        | 13.9万枚 | ゴールド | Sexy Second                    |
| 4  | 2013年5月1日   | Real Sexy!/BAD BOYS                              | 初回限定盤(CD+DVD)                     | PCCA-05015              | ポニーキャニオン | 1位      | 2位        | 13.9万枚 | ゴールド | Sexy Second                    |
| 4  | 2013年5月1日   | Real Sexy!/BAD BOYS                              | 初回限定盤(CD+DVD)                     | PCCA-05016              | ポニーキャニオン | 1位      | 2位        | 13.9万枚 | ゴールド | Sexy Second                    |
| 4  | 2013年5月1日   | Real Sexy!/BAD BOYS                              | 通常盤(CD)                             | PCCA-05017              | ポニーキャニオン | 1位      | 2位        | 13.9万枚 | ゴールド | Sexy Second                    |
| 4  | 2013年5月1日   | Real Sexy!/BAD BOYS                              | 会場限定盤(CD)                         | BRCA-00024              | ポニーキャニオン | 1位      | 2位        | 13.9万枚 | ゴールド | Sexy Second                    |
| 4  | 2013年5月1日   | Real Sexy!/BAD BOYS                              | Sexy Zone Shop盤(CD+グッズ)            | BRCA-00025              | ポニーキャニオン | 1位      | 2位        | 13.9万枚 | ゴールド | Sexy Second                    |
| 5  | 2013年10月9日  | バィバィDuバィ〜See you again〜/A MY GIRL FRIEND | 初回限定盤(CD+DVD)                     | PCCA-05018              | ポニーキャニオン | 1位      | 1位        | 14.5万枚 | ゴールド | Sexy Second                    |
| 5  | 2013年10月9日  | バィバィDuバィ〜See you again〜/A MY GIRL FRIEND | 初回限定盤(CD+DVD)                     | PCCA-05019              | ポニーキャニオン | 1位      | 1位        | 14.5万枚 | ゴールド | Sexy Second                    |
| 5  | 2013年10月9日  | バィバィDuバィ〜See you again〜/A MY GIRL FRIEND | 初回限定盤(CD+DVD)                     | PCCA-05020              | ポニーキャニオン | 1位      | 1位        | 14.5万枚 | ゴールド | Sexy Second                    |
| 5  | 2013年10月9日  | バィバィDuバィ〜See you again〜/A MY GIRL FRIEND | 通常盤(CD)                             | PCCA-05021              | ポニーキャニオン | 1位      | 1位        | 14.5万枚 | ゴールド | Sexy Second                    |
| 5  | 2013年10月9日  | バィバィDuバィ〜See you again〜/A MY GIRL FRIEND | Sexy Zone Shop盤(CD+グッズ)            | BRCA-00040              | ポニーキャニオン | 1位      | 1位        | 14.5万枚 | ゴールド | Sexy Second                    |
| 6  | 2014年5月14日  | King & Queen & Joker                             | 初回限定盤(CD+DVD)                     | PCCA-05025              | ポニーキャニオン | 1位      | 1位        | 15.1万枚 | ゴールド | Sexy Power3                    |
| 6  | 2014年5月14日  | King & Queen & Joker                             | 初回限定盤(CD+DVD)                     | PCCA-05026              | ポニーキャニオン | 1位      | 1位        | 15.1万枚 | ゴールド | Sexy Power3                    |
| 6  | 2014年5月14日  | King & Queen & Joker                             | 初回限定盤(CD+DVD)                     | PCCA-05027              | ポニーキャニオン | 1位      | 1位        | 15.1万枚 | ゴールド | Sexy Power3                    |
| 6  | 2014年5月14日  | King & Queen & Joker                             | 通常盤(CD)                             | PCCA-05028              | ポニーキャニオン | 1位      | 1位        | 15.1万枚 | ゴールド | Sexy Power3                    |
| 6  | 2014年5月14日  | King & Queen & Joker                             | 会場限定盤(CD)                         | BRCA-00053              | ポニーキャニオン | 1位      | 1位        | 15.1万枚 | ゴールド | Sexy Power3                    |
| 7  | 2014年10月1日  | 男 never give up                                 | 初回限定盤(CD+DVD)                     | PCCA-05029              | ポニーキャニオン | 1位      | 1位        | 12.5万枚 | ゴールド | Sexy Power3                    |
| 7  | 2014年10月1日  | 男 never give up                                 | 初回限定盤(CD+DVD)                     | PCCA-05030              | ポニーキャニオン | 1位      | 1位        | 12.5万枚 | ゴールド | Sexy Power3                    |
| 7  | 2014年10月1日  | 男 never give up                                 | 初回限定盤(CD+DVD)                     | PCCA-05031              | ポニーキャニオン | 1位      | 1位        | 12.5万枚 | ゴールド | Sexy Power3                    |
| 7  | 2014年10月1日  | 男 never give up                                 | 通常盤(CD)                             | PCCA-05032              | ポニーキャニオン | 1位      | 1位        | 12.5万枚 | ゴールド | Sexy Power3                    |
| 7  | 2014年10月1日  | 男 never give up                                 | 会場限定盤(CD)                         | BRCA-00060              | ポニーキャニオン | 1位      | 1位        | 12.5万枚 | ゴールド | Sexy Power3                    |
| 7  | 2014年10月1日  | 男 never give up                                 | Sexy Zone Shop盤(CD+グッズ)            | SCCA-00001              | ポニーキャニオン | 1位      | 1位        | 12.5万枚 | ゴールド | Sexy Power3                    |
| 7  | 2014年10月1日  | 男 never give up                                 | Sexy Zone Shop盤(CD+グッズ)            | BRCA-00059              | ポニーキャニオン | 1位      | 1位        | 12.5万枚 | ゴールド | Sexy Power3                    |
| 8  | 2014年11月19日 | 君にHITOMEBORE                                   | 初回限定盤(CD+DVD)                     | PCCA-05033              | ポニーキャニオン | 1位      | 4位        | 33.6万枚 | -        | Sexy Power3                    |
| 8  | 2014年11月19日 | 君にHITOMEBORE                                   | 初回限定盤(CD+DVD)                     | PCCA-05034              | ポニーキャニオン | 1位      | 4位        | 33.6万枚 | -        | Sexy Power3                    |
| 8  | 2014年11月19日 | 君にHITOMEBORE                                   | 初回限定盤(CD+DVD)                     | PCCA-05035              | ポニーキャニオン | 1位      | 4位        | 33.6万枚 | -        | Sexy Power3                    |
| 8  | 2014年11月19日 | 君にHITOMEBORE                                   | 初回限定盤(CD+DVD)                     | PCCA-05036              | ポニーキャニオン | 1位      | 4位        | 33.6万枚 | -        | Sexy Power3                    |
| 8  | 2014年11月19日 | 君にHITOMEBORE                                   | 通常盤(CD)                             | PCCA-05037              | ポニーキャニオン | 1位      | 4位        | 33.6万枚 | -        | Sexy Power3                    |
| 8  | 2014年11月19日 | 君にHITOMEBORE                                   | Sexy Zone Shop盤(CD)                   | SCCA-00002              | ポニーキャニオン | 1位      | 4位        | 33.6万枚 | -        | Sexy Power3                    |
| 8  | 2014年11月19日 | 君にHITOMEBORE                                   | Sexy Zone Shop盤(CD)                   | SCCA-00003              | ポニーキャニオン | 1位      | 4位        | 33.6万枚 | -        | Sexy Power3                    |
| 8  | 2014年11月19日 | 君にHITOMEBORE                                   | Sexy Zone Shop盤(CD)                   | SCCA-00004              | ポニーキャニオン | 1位      | 4位        | 33.6万枚 | -        | Sexy Power3                    |
| 8  | 2014年11月19日 | 君にHITOMEBORE                                   | ミュージックカード                     | SCZA-00001 〜SCZA-00006 | ポニーキャニオン | 1位      | 4位        | 33.6万枚 | -        | Sexy Power3                    |
| 8  | 2014年11月19日 | 君にHITOMEBORE                                   | ミュージックカード                     | SCZA-00007 〜SCZA-00012 | ポニーキャニオン | 1位      | 4位        | 33.6万枚 | -        | Sexy Power3                    |
| 9  | 2015年7月1日   | Cha-Cha-Cha チャンピオン                         | 初回限定盤(CD+DVD)                     | PCCA-05041              | ポニーキャニオン | 1位      | 2位        | 10.8万枚 | ゴールド | Welcome to Sexy Zone           |
| 9  | 2015年7月1日   | Cha-Cha-Cha チャンピオン                         | 初回限定盤(CD+DVD)                     | PCCA-05042              | ポニーキャニオン | 1位      | 2位        | 10.8万枚 | ゴールド | Welcome to Sexy Zone           |
| 9  | 2015年7月1日   | Cha-Cha-Cha チャンピオン                         | 初回限定盤(CD+DVD)                     | PCCA-05043              | ポニーキャニオン | 1位      | 2位        | 10.8万枚 | ゴールド | Welcome to Sexy Zone           |
| 9  | 2015年7月1日   | Cha-Cha-Cha チャンピオン                         | 通常盤(CD)                             | PCCA-05044              | ポニーキャニオン | 1位      | 2位        | 10.8万枚 | ゴールド | Welcome to Sexy Zone           |
| 9  | 2015年7月1日   | Cha-Cha-Cha チャンピオン                         | Sexy Zone Shop盤(CD)                   | SCCA-00016              | ポニーキャニオン | 1位      | 2位        | 10.8万枚 | ゴールド | Welcome to Sexy Zone           |
| 9  | 2015年7月1日   | Cha-Cha-Cha チャンピオン                         | Sexy Zone Shop盤(CD)                   | SCCA-00017              | ポニーキャニオン | 1位      | 2位        | 10.8万枚 | ゴールド | Welcome to Sexy Zone           |
| 9  | 2015年7月1日   | Cha-Cha-Cha チャンピオン                         | Sexy Zone Shop盤(CD)                   | SCCA-00018              | ポニーキャニオン | 1位      | 2位        | 10.8万枚 | ゴールド | Welcome to Sexy Zone           |
| 10 | 2015年12月16日 | カラフル Eyes                                    | 初回限定盤(CD+DVD)                     | PCCA-05045              | ポニーキャニオン | 1位      | 1位        | 17.3万枚 | ゴールド | Welcome to Sexy Zone           |
| 10 | 2015年12月16日 | カラフル Eyes                                    | 初回限定盤(CD+DVD)                     | PCCA-05046              | ポニーキャニオン | 1位      | 1位        | 17.3万枚 | ゴールド | Welcome to Sexy Zone           |
| 10 | 2015年12月16日 | カラフル Eyes                                    | 初回限定盤(CD+DVD)                     | PCCA-05047              | ポニーキャニオン | 1位      | 1位        | 17.3万枚 | ゴールド | Welcome to Sexy Zone           |
| 10 | 2015年12月16日 | カラフル Eyes                                    | 通常盤(CD)                             | PCCA-05048              | ポニーキャニオン | 1位      | 1位        | 17.3万枚 | ゴールド | Welcome to Sexy Zone           |
| 10 | 2015年12月16日 | カラフル Eyes                                    | 10th Singleメモリアル盤(CD+DVD)        | SCCA-00037              | ポニーキャニオン | 1位      | 1位        | 17.3万枚 | ゴールド | Welcome to Sexy Zone           |
| 11 | 2016年5月3日   | 勝利の日まで                                     | 初回限定盤(CD+DVD)                     | PCCA-05051              | ポニーキャニオン | 1位      | 1位        | 9.4万枚  | ゴールド | Sexy Zone 5th Anniversary Best |
| 11 | 2016年5月3日   | 勝利の日まで                                     | 初回限定盤(CD+DVD)                     | PCCA-05052              | ポニーキャニオン | 1位      | 1位        | 9.4万枚  | ゴールド | Sexy Zone 5th Anniversary Best |
| 11 | 2016年5月3日   | 勝利の日まで                                     | 通常盤(CD)                             | PCCA-05053              | ポニーキャニオン | 1位      | 1位        | 9.4万枚  | ゴールド | Sexy Zone 5th Anniversary Best |
| 11 | 2016年5月3日   | 勝利の日まで                                     | バレーボール応援盤(CD)                 | BRCA-00074              | ポニーキャニオン | 1位      | 1位        | 9.4万枚  | ゴールド | Sexy Zone 5th Anniversary Best |
| 12 | 2016年10月19日 | よびすて                                         | 初回限定盤(CD+DVD)                     | PCCA-05054              | ポニーキャニオン | 1位      | 4位        | 11.5万枚 | ゴールド | XYZ=repainting                 |
| 12 | 2016年10月19日 | よびすて                                         | 初回限定盤(CD+DVD)                     | PCCA-05055              | ポニーキャニオン | 1位      | 4位        | 11.5万枚 | ゴールド | XYZ=repainting                 |
| 12 | 2016年10月19日 | よびすて                                         | 通常盤(CD)                             | PCCA-05056              | ポニーキャニオン | 1位      | 4位        | 11.5万枚 | ゴールド | XYZ=repainting                 |
| 12 | 2016年10月19日 | よびすて                                         | 5th Anniversary盤(CD)                  | PCCA-70555              | ポニーキャニオン | 1位      | 4位        | 11.5万枚 | ゴールド | XYZ=repainting                 |
| 13 | 2017年3月29日  | ROCK THA TOWN                                    | 初回限定盤(CD+DVD)                     | PCCA-05061              | ポニーキャニオン | 1位      | 1位        | 12.0万枚 | ゴールド | XYZ=repainting                 |
| 13 | 2017年3月29日  | ROCK THA TOWN                                    | 初回限定盤(CD+DVD)                     | PCCA-05062              | ポニーキャニオン | 1位      | 1位        | 12.0万枚 | ゴールド | XYZ=repainting                 |
| 13 | 2017年3月29日  | ROCK THA TOWN                                    | 通常盤(CD)                             | PCCA-05063              | ポニーキャニオン | 1位      | 1位        | 12.0万枚 | ゴールド | XYZ=repainting                 |
| 14 | 2017年10月4日  | ぎゅっと                                         | 初回限定盤(CD+DVD)                     | PCCA-05064              | ポニーキャニオン | 1位      | 2位        | 11.9万枚 | ゴールド | XYZ=repainting                 |
| 14 | 2017年10月4日  | ぎゅっと                                         | 初回限定盤(CD+DVD)                     | PCCA-05065              | ポニーキャニオン | 1位      | 2位        | 11.9万枚 | ゴールド | XYZ=repainting                 |
| 14 | 2017年10月4日  | ぎゅっと                                         | 通常盤(CD)                             | PCCA-05066              | ポニーキャニオン | 1位      | 2位        | 11.9万枚 | ゴールド | XYZ=repainting                 |
| 15 | 2018年6月6日   | イノセントデイズ                                 | 初回限定盤(CD+DVD)                     | PCCA-05070              | ポニーキャニオン | 1位      | 1位        | 14.8万枚 | ゴールド | PAGES                          |
| 15 | 2018年6月6日   | イノセントデイズ                                 | 初回限定盤(CD+DVD)                     | PCCA-05071              | ポニーキャニオン | 1位      | 1位        | 14.8万枚 | ゴールド | PAGES                          |
| 15 | 2018年6月6日   | イノセントデイズ                                 | 通常盤(CD)                             | PCCA-05072              | ポニーキャニオン | 1位      | 1位        | 14.8万枚 | ゴールド | PAGES                          |
| 16 | 2018年12月5日  | カラクリだらけのテンダネス/すっぴんKISS          | 初回限定カラクリ盤(CD+DVD)             | PCCA-05073              | ポニーキャニオン | 1位      | 1位        | 16.5万枚 | ゴールド | PAGES                          |
| 16 | 2018年12月5日  | カラクリだらけのテンダネス/すっぴんKISS          | 初回限定すっぴん盤(CD+DVD)             | PCCA-05074              | ポニーキャニオン | 1位      | 1位        | 16.5万枚 | ゴールド | PAGES                          |
| 16 | 2018年12月5日  | カラクリだらけのテンダネス/すっぴんKISS          | 通常盤(CD)                             | PCCA-05075              | ポニーキャニオン | 1位      | 1位        | 16.5万枚 | ゴールド | PAGES                          |
| 17 | 2019年10月23日 | 麒麟の子/Honey Honey                             | 初回限定盤A(CD+DVD)                    | PCCA-05079              | ポニーキャニオン | 1位      | 1位        | 16.0万枚 | ゴールド | POP × STEP!?                   |
| 17 | 2019年10月23日 | 麒麟の子/Honey Honey                             | 初回限定盤B(CD+DVD)                    | PCCA-05080              | ポニーキャニオン | 1位      | 1位        | 16.0万枚 | ゴールド | POP × STEP!?                   |
| 17 | 2019年10月23日 | 麒麟の子/Honey Honey                             | 通常盤(CD)                             | PCCA-05081              | ポニーキャニオン | 1位      | 1位        | 16.0万枚 | ゴールド | POP × STEP!?                   |
| 18 | 2020年8月5日   | RUN                                              | 初回限定盤A(CD+DVD)                    | JMCT-19001              | Top J Records    | 1位      | 1位        | 24.6万枚 | プラチナ | SZ10TH                         |
| 18 | 2020年8月5日   | RUN                                              | 初回限定盤B(CD+DVD)                    | JMCT-19002              | Top J Records    | 1位      | 1位        | 24.6万枚 | プラチナ | SZ10TH                         |
| 18 | 2020年8月5日   | RUN                                              | 通常盤(CD)                             | JMCT-15001              | Top J Records    | 1位      | 1位        | 24.6万枚 | プラチナ | SZ10TH                         |
| 18 | 2020年8月5日   | RUN                                              | UNIVERSAL MUSIC STORE限定盤(CD+グッズ) | PDCJ-5105               | Top J Records    | 1位      | 1位        | 24.6万枚 | プラチナ | SZ10TH                         |
| 19 | 2020年11月4日  | NOT FOUND                                        | 初回限定盤A(CD+DVD)                    | JMCT-19003              | Top J Records    | 1位      | 2位        | 24.4万枚 | プラチナ | SZ10TH                         |
| 19 | 2020年11月4日  | NOT FOUND                                        | 初回限定盤B(CD+DVD)                    | JMCT-19004              | Top J Records    | 1位      | 2位        | 24.4万枚 | プラチナ | SZ10TH                         |
| 19 | 2020年11月4日  | NOT FOUND                                        | 通常盤(CD)                             | JMCT-15002              | Top J Records    | 1位      | 2位        | 24.4万枚 | プラチナ | SZ10TH                         |
| 20 | 2021年3月24日  | LET'S MUSIC                                      | 初回限定盤A(CD+DVD)                    | JMCT-19010              | Top J Records    | 1位      | 1位        | 17.3万枚 | ゴールド | ザ・ハイライト                 |
| 20 | 2021年3月24日  | LET'S MUSIC                                      | 初回限定盤B(CD+DVD)                    | JMCT-19011              | Top J Records    | 1位      | 1位        | 17.3万枚 | ゴールド | ザ・ハイライト                 |
| 20 | 2021年3月24日  | LET'S MUSIC                                      | 通常盤(CD)                             | JMCT-15003              | Top J Records    | 1位      | 1位        | 17.3万枚 | ゴールド | ザ・ハイライト                 |
| 21 | 2021年8月4日   | 夏のハイドレンジア                               | 初回限定盤A(CD+DVD)                    | JMCT-19012              | Top J Records    | 1位      | 1位        | 24.9万枚 | プラチナ | ザ・ハイライト                 |
| 21 | 2021年8月4日   | 夏のハイドレンジア                               | 初回限定盤B(CD+DVD)                    | JMCT-19013              | Top J Records    | 1位      | 1位        | 24.9万枚 | プラチナ | ザ・ハイライト                 |
| 21 | 2021年8月4日   | 夏のハイドレンジア                               | 通常盤(CD)                             | JMCT-15004              | Top J Records    | 1位      | 1位        | 24.9万枚 | プラチナ | ザ・ハイライト                 |
| 22 | 2022年9月7日   | Trust Me, Trust You.                             | 初回限定盤A(CD+DVD)                    | JMCT-19017              | Top J Records    | 1位      | 2位        | 21.3万枚 | プラチナ | Chapter II                     |
| 22 | 2022年9月7日   | Trust Me, Trust You.                             | 初回限定盤B(CD+DVD)                    | JMCT-19018              | Top J Records    | 1位      | 2位        | 21.3万枚 | プラチナ | Chapter II                     |
| 22 | 2022年9月7日   | Trust Me, Trust You.                             | 通常盤(CD)                             | JMCT-15005              | Top J Records    | 1位      | 2位        | 21.3万枚 | プラチナ | Chapter II                     |
| 23 | 2023年5月3日   | Cream                                            | 初回限定盤A(CD+DVD)                    | JMCT-19019              | Top J Records    | 1位      | 5位        | 21.5万枚 | プラチナ | Chapter II                     |
| 23 | 2023年5月3日   | Cream                                            | 初回限定盤B(CD+DVD)                    | JMCT-19020              | Top J Records    | 1位      | 5位        | 21.5万枚 | プラチナ | Chapter II                     |
| 23 | 2023年5月3日   | Cream                                            | 通常盤(CD)                             | JMCT-15006              | Top J Records    | 1位      | 5位        | 21.5万枚 | プラチナ | Chapter II                     |
| 24 | 2023年9月20日  | 本音と建前                                       | 初回限定盤A(CD+DVD)                    | JMCT-19023              | Top J Records    | 1位      | 5位        | 22.6万枚 | プラチナ | timelesz                       |
| 24 | 2023年9月20日  | 本音と建前                                       | 初回限定盤B(CD+DVD)                    | JMCT-19024              | Top J Records    | 1位      | 5位        | 22.6万枚 | プラチナ | timelesz                       |
| 24 | 2023年9月20日  | 本音と建前                                       | 通常盤(CD)                             | JMCT-15007              | Top J Records    | 1位      | 5位        | 22.6万枚 | プラチナ | timelesz                       |
| 24 | 2023年9月20日  | 本音と建前                                       | ツアー会場限定盤(CD+GOODS)             | PROJ-5905               | Top J Records    | 1位      | 5位        | 22.6万枚 | プラチナ | timelesz                       |
| 25 | 2023年12月13日 | 人生遊戯                                         | 初回限定盤A(CD+DVD)                    | JMCT-19025              | Top J Records    | 1位      | 3位        | 19.7万枚 | ゴールド | timelesz                       |
| 25 | 2023年12月13日 | 人生遊戯                                         | 初回限定盤B(CD+DVD)                    | JMCT-19026              | Top J Records    | 1位      | 3位        | 19.7万枚 | ゴールド | timelesz                       |
| 25 | 2023年12月13日 | 人生遊戯                                         | 通常盤(CD)                             | JMCT-15008              | Top J Records    | 1位      | 3位        | 19.7万枚 | ゴールド | timelesz                       |
| 26 | 2024年3月6日   | puzzle                                           | 初回限定盤A (CD+DVD)                   | OVCT-19001              | Over The Top     | 1位      | 3位        | 27.8万枚 | プラチナ | timelesz                       |
| 26 | 2024年3月6日   | puzzle                                           | 初回限定盤B (CD+DVD)                   | OVCT-19002              | Over The Top     | 1位      | 3位        | 27.8万枚 | プラチナ | timelesz                       |
| 26 | 2024年3月6日   | puzzle                                           | 通常盤 (CD)                            | OVCT-15001              | Over The Top     | 1位      | 3位        | 27.8万枚 | プラチナ | timelesz                       |
| 26 | 2024年3月6日   | puzzle                                           | UNIVERSAL MUSIC STORE限定盤 (CD+DVD)   | PDCJ-5116               | Over The Top     | 1位      | 3位        | 27.8万枚 | プラチナ | timelesz                       |

| #  | リリース日     | タイトル              | 販売形態                             | 規格品番   | レーベル     | 順位     | 順位       | 初動推移 | GD認定   | 初収録アルバム |
| #  | リリース日     | タイトル              | 販売形態                             | 規格品番   | レーベル     | オリコン | JPN Hot100 | 初動推移 | GD認定   | 初収録アルバム |
| -- | -------------- | --------------------- | ------------------------------------ | ---------- | ------------ | -------- | ---------- | -------- | -------- | -------------- |
| 27 | 2024年11月20日 | because               | 初回限定盤A (CD+DVD)                 | OVCT-19005 | Over The Top | 1位      | 3位        | 25.3万枚 | プラチナ | FAM            |
| 27 | 2024年11月20日 | because               | 初回限定盤B (CD+DVD)                 | OVCT-19006 | Over The Top | 1位      | 3位        | 25.3万枚 | プラチナ | FAM            |
| 27 | 2024年11月20日 | because               | 通常盤 (CD)                          | OVCT-15002 | Over The Top | 1位      | 3位        | 25.3万枚 | プラチナ | FAM            |
| 27 | 2024年11月20日 | because               | UNIVERSAL MUSIC STORE限定盤 (CD+DVD) | PDCJ-5120  | Over The Top | 1位      | 3位        | 25.3万枚 | プラチナ | FAM            |
| 28 | 2025年11月12日 | Steal The Show/レシピ | 初回限定盤A（CD+Blu-ray）            | OVCT-19011 | Over The Top | TBA      | TBA        | TBA      | TBA      | 未収録         |
| 28 | 2025年11月12日 | Steal The Show/レシピ | 初回限定盤A（CD+DVD）                | OVCT-19012 | Over The Top | TBA      | TBA        | TBA      | TBA      | 未収録         |
| 28 | 2025年11月12日 | Steal The Show/レシピ | 初回限定盤B（CD+Blu-ray）            | OVCT-19013 | Over The Top | TBA      | TBA        | TBA      | TBA      | 未収録         |
| 28 | 2025年11月12日 | Steal The Show/レシピ | 初回限定盤B（CD+DVD）                | OVCT-19014 | Over The Top | TBA      | TBA        | TBA      | TBA      | 未収録         |
| 28 | 2025年11月12日 | Steal The Show/レシピ | 通常盤（CD）                         | OVCT-15003 | Over The Top | TBA      | TBA        | TBA      | TBA      | 未収録         |
| 28 | 2025年11月12日 | Steal The Show/レシピ | ファンクラブ会員限定盤（CD+グッズ）  | PROJ-5916  | Over The Top | TBA      | TBA        | TBA      | TBA      | 未収録         |
| 28 | 2025年11月12日 | Steal The Show/レシピ | ファンクラブ会員限定盤（CD+Blu-ray） | PROJ-5917  | Over The Top | TBA      | TBA        | TBA      | TBA      | 未収録         |
| 28 | 2025年11月12日 | Steal The Show/レシピ | ファンクラブ会員限定盤（CD+DVD）     | PROJ-5918  | Over The Top | TBA      | TBA        | TBA      | TBA      | 未収録         |

#### デジタルシングル
順位は週間オリコンランキングのデジタルシングル（単曲）ランキングでの最高順位を示す。 
| # | リリース日    | タイトル        | 販売形態               | レーベル     | 規格品番    | 順位 | 初収録アルバム |
| - | ------------- | --------------- | ---------------------- | ------------ | ----------- | ---- | -------------- |
| 1 | 2025年2月28日 | Rock this Party | デジタル・ダウンロード | Over The Top | UP1AS-02551 | 1位  | FAM            |

### アルバム

#### オリジナル・アルバム
順位はオリコンの発表するCDアルバム週間ランキングでの最高位
- Sexy Zone Shop盤はSexy Zone Shop限定販売
- ポニーキャニオンから発売されたアルバム8作品（ベストアルバムを含め）の通常盤のみ、2022年10月12日にTop J Records（規格品番：JMCT-11901 - JMCT-11911/2）から再発売された[126][127]。

| # | リリース日     | タイトル             | 販売形態                                         | レーベル         | 規格品番     | 順位 | 初動推移 | GD認定   |
| - | -------------- | -------------------- | ------------------------------------------------ | ---------------- | ------------ | ---- | -------- | -------- |
| 1 | 2012年11月14日 | one Sexy Zone        | 初回限定盤(CD+DVD)                               | ポニーキャニオン | PCCA-05012   | 1位  | 8.6万枚  | ゴールド |
| 1 | 2012年11月14日 | one Sexy Zone        | 通常盤(CD)                                       | ポニーキャニオン | PCCA-05013   | 1位  | 8.6万枚  | ゴールド |
| 1 | 2012年11月14日 | one Sexy Zone        | ローソン･HMV限定盤(CD+DVD)                       | ポニーキャニオン | BRCA-00018   | 1位  | 8.6万枚  | ゴールド |
| 1 | 2012年11月14日 | one Sexy Zone        | Sexy Zone Shop限定盤(CD+グッズ)                  | ポニーキャニオン | BRCA-00019   | 1位  | 8.6万枚  | ゴールド |
| 2 | 2014年2月19日  | Sexy Second          | 初回限定盤(CD+DVD)                               | ポニーキャニオン | PCCA-05022   | 1位  | 12.2万枚 | ゴールド |
| 2 | 2014年2月19日  | Sexy Second          | 初回限定盤(CD+DVD)                               | ポニーキャニオン | PCCA-05023   | 1位  | 12.2万枚 | ゴールド |
| 2 | 2014年2月19日  | Sexy Second          | 通常盤(CD)                                       | ポニーキャニオン | PCCA-05024   | 1位  | 12.2万枚 | ゴールド |
| 2 | 2014年2月19日  | Sexy Second          | Loppi･HMV限定盤(CD+グッズ 佐藤勝利ver.)          | ポニーキャニオン | BRCA-00046   | 1位  | 12.2万枚 | ゴールド |
| 2 | 2014年2月19日  | Sexy Second          | Loppi･HMV限定盤(CD+グッズ 中島健人ver.)          | ポニーキャニオン | BRCA-00047   | 1位  | 12.2万枚 | ゴールド |
| 2 | 2014年2月19日  | Sexy Second          | Loppi･HMV限定盤(CD+グッズ 菊池風磨ver.)          | ポニーキャニオン | BRCA-00048   | 1位  | 12.2万枚 | ゴールド |
| 2 | 2014年2月19日  | Sexy Second          | Loppi･HMV限定盤(CD+グッズ 松島聡ver.)            | ポニーキャニオン | BRCA-00049   | 1位  | 12.2万枚 | ゴールド |
| 2 | 2014年2月19日  | Sexy Second          | Loppi･HMV限定盤(CD+グッズ マリウス葉ver.)        | ポニーキャニオン | BRCA-00050   | 1位  | 12.2万枚 | ゴールド |
| 3 | 2015年3月11日  | Sexy Power3          | 初回限定盤(CD+DVD)                               | ポニーキャニオン | PCCA-05038   | 1位  | 10.1万枚 | ゴールド |
| 3 | 2015年3月11日  | Sexy Power3          | 初回限定盤(CD+DVD)                               | ポニーキャニオン | PCCA-05039   | 1位  | 10.1万枚 | ゴールド |
| 3 | 2015年3月11日  | Sexy Power3          | 通常盤(CD)                                       | ポニーキャニオン | PCCA-05040   | 1位  | 10.1万枚 | ゴールド |
| 3 | 2015年3月11日  | Sexy Power3          | 3rd Year Anniversary盤(CD+グッズ 佐藤勝利ver.)   | ポニーキャニオン | SCCA-00005   | 1位  | 10.1万枚 | ゴールド |
| 3 | 2015年3月11日  | Sexy Power3          | 3rd Year Anniversary盤(CD+グッズ 中島健人ver.)   | ポニーキャニオン | SCCA-00006   | 1位  | 10.1万枚 | ゴールド |
| 3 | 2015年3月11日  | Sexy Power3          | 3rd Year Anniversary盤(CD+グッズ 菊池風磨ver.)   | ポニーキャニオン | SCCA-00007   | 1位  | 10.1万枚 | ゴールド |
| 3 | 2015年3月11日  | Sexy Power3          | 3rd Year Anniversary盤(CD+グッズ マリウス葉ver.) | ポニーキャニオン | SCCA-00008   | 1位  | 10.1万枚 | ゴールド |
| 3 | 2015年3月11日  | Sexy Power3          | 3rd Year Anniversary盤(CD+グッズ 松島聡ver.)     | ポニーキャニオン | SCCA-00009   | 1位  | 10.1万枚 | ゴールド |
| 4 | 2016年2月24日  | Welcome to Sexy Zone | 初回生産限定デラックス盤(CD+DVD)                 | ポニーキャニオン | PCCA-05049   | 1位  | 11.1万枚 | ゴールド |
| 4 | 2016年2月24日  | Welcome to Sexy Zone | 通常盤(CD)                                       | ポニーキャニオン | PCCA-05050   | 1位  | 11.1万枚 | ゴールド |
| 4 | 2016年2月24日  | Welcome to Sexy Zone | Sexy Zone Shop盤(CD+グッズ)                      | ポニーキャニオン | SCCA-00040   | 1位  | 11.1万枚 | ゴールド |
| 5 | 2018年2月14日  | XYZ=repainting       | 初回限定盤A(CD+DVD)                              | ポニーキャニオン | PCCA-05067   | 1位  | 13.4万枚 | ゴールド |
| 5 | 2018年2月14日  | XYZ=repainting       | 初回限定盤B(CD+DVD)                              | ポニーキャニオン | PCCA-05068   | 1位  | 13.4万枚 | ゴールド |
| 5 | 2018年2月14日  | XYZ=repainting       | 通常盤(2CD)                                      | ポニーキャニオン | PCCA-05069   | 1位  | 13.4万枚 | ゴールド |
| 6 | 2019年3月13日  | PAGES                | 初回限定盤A(CD+DVD)                              | ポニーキャニオン | PCCA-05076   | 1位  | 12.1万枚 | ゴールド |
| 6 | 2019年3月13日  | PAGES                | 初回限定盤B(CD+DVD)                              | ポニーキャニオン | PCCA-05077   | 1位  | 12.1万枚 | ゴールド |
| 6 | 2019年3月13日  | PAGES                | 通常盤(2CD)                                      | ポニーキャニオン | PCCA-05078   | 1位  | 12.1万枚 | ゴールド |
| 7 | 2020年2月5日   | POP×STEP!?           | 初回限定盤A(CD+DVD)                              | ポニーキャニオン | PCCA-05082   | 1位  | 13.1万枚 | ゴールド |
| 7 | 2020年2月5日   | POP×STEP!?           | 初回限定盤B(CD+DVD)                              | ポニーキャニオン | PCCA-05083   | 1位  | 13.1万枚 | ゴールド |
| 7 | 2020年2月5日   | POP×STEP!?           | 通常盤(2CD)                                      | ポニーキャニオン | PCCA-05084   | 1位  | 13.1万枚 | ゴールド |
| 8 | 2022年6月1日   | ザ・ハイライト       | 初回限定盤A(CD+DVD)                              | Top J Records    | JMCT-19014   | 1位  | 14.1万枚 | ゴールド |
| 8 | 2022年6月1日   | ザ・ハイライト       | 初回限定盤B(CD+DVD)                              | Top J Records    | JMCT-19015   | 1位  | 14.1万枚 | ゴールド |
| 8 | 2022年6月1日   | ザ・ハイライト       | 通常盤(初回プレス)(CD+DVD)                       | Top J Records    | JMCT-19016   | 1位  | 14.1万枚 | ゴールド |
| 8 | 2022年6月1日   | ザ・ハイライト       | 通常盤(CD)                                       | Top J Records    | JMCT-11004   | 1位  | 14.1万枚 | ゴールド |
| 9 | 2023年6月7日   | Chapter II           | 初回限定盤A(CD+DVD)                              | Top J Records    | JMCT-19021   | 1位  | 15.0万枚 | ゴールド |
| 9 | 2023年6月7日   | Chapter II           | 初回限定盤B(CD+DVD)                              | Top J Records    | JMCT-19022   | 1位  | 15.0万枚 | ゴールド |
| 9 | 2023年6月7日   | Chapter II           | 通常盤(2CD)                                      | Top J Records    | JMCT-11005/6 | 1位  | 15.0万枚 | ゴールド |

| #  | リリース日    | タイトル | 販売形態                                 | レーベル     | 規格品番     | 順位 | 初動推移 | GD認定 |
| -- | ------------- | -------- | ---------------------------------------- | ------------ | ------------ | ---- | -------- | ------ |
| 10 | 2025年6月11日 | FAM      | 初回限定盤A（CD+Blu-ray）                | Over The Top | OVCT-19007   | 1位  | 61.9万枚 | TBA    |
| 10 | 2025年6月11日 | FAM      | 初回限定盤A（CD+DVD）                    | Over The Top | OVCT-19008   | 1位  | 61.9万枚 | TBA    |
| 10 | 2025年6月11日 | FAM      | 初回限定盤B（CD+Blu-ray）                | Over The Top | OVCT-19009   | 1位  | 61.9万枚 | TBA    |
| 10 | 2025年6月11日 | FAM      | 初回限定盤B（CD+DVD）                    | Over The Top | OVCT-19010   | 1位  | 61.9万枚 | TBA    |
| 10 | 2025年6月11日 | FAM      | 通常盤（CD）                             | Over The Top | OVCT-11002/3 | 1位  | 61.9万枚 | TBA    |
| 10 | 2025年6月11日 | FAM      | UNIVERSAL MUSIC STORE限定盤（CD+グッズ） | Over The Top | D2CJ-8175    | 1位  | 61.9万枚 | TBA    |

#### EP
| # | リリース日    | タイトル | 販売形態                | レーベル     | 規格品番   | 順位 | 初動推移 | GD認定   |
| - | ------------- | -------- | ----------------------- | ------------ | ---------- | ---- | -------- | -------- |
| 1 | 2024年6月19日 | timelesz | Deluxe Edition(CD+DVD)  | Over The Top | OVCT-19003 | 1位  | 9.9万枚  | ゴールド |
| 1 | 2024年6月19日 | timelesz | Limited Edition(CD+DVD) | Over The Top | OVCT-19004 | 1位  | 9.9万枚  | ゴールド |
| 1 | 2024年6月19日 | timelesz | Standard Edition(CD)    | Over The Top | OVCT-11001 | 1位  | 9.9万枚  | ゴールド |

#### ベスト・アルバム
| # | リリース日     | タイトル                       | 販売形態                          | レーベル         | 規格品番     | 順位 | 初動推移 | GD認定   |
| - | -------------- | ------------------------------ | --------------------------------- | ---------------- | ------------ | ---- | -------- | -------- |
| 1 | 2016年11月16日 | Sexy Zone 5th Anniversary Best | 初回限定盤A(2CD+DVD)              | ポニーキャニオン | PCCA-05057   | 1位  | 15.1万枚 | ゴールド |
| 1 | 2016年11月16日 | Sexy Zone 5th Anniversary Best | 初回限定盤B(2CD+DVD)              | ポニーキャニオン | PCCA-05058   | 1位  | 15.1万枚 | ゴールド |
| 1 | 2016年11月16日 | Sexy Zone 5th Anniversary Best | 通常盤(2CD)                       | ポニーキャニオン | PCCA-05059   | 1位  | 15.1万枚 | ゴールド |
| 2 | 2021年3月3日   | SZ10TH                         | 初回限定盤A(2CD+Blu-ray)          | Top J Records    | JMCT-19005   | 1位  | 18.6万枚 | プラチナ |
| 2 | 2021年3月3日   | SZ10TH                         | 初回限定盤B(2CD+DVD)              | Top J Records    | JMCT-19006   | 1位  | 18.6万枚 | プラチナ |
| 2 | 2021年3月3日   | SZ10TH                         | 期間限定スペシャルプライス盤(3CD) | Top J Records    | JMCT-19007/9 | 1位  | 18.6万枚 | プラチナ |
| 2 | 2021年3月3日   | SZ10TH                         | 通常盤(3CD)                       | Top J Records    | JMCT-11001   | 1位  | 18.6万枚 | プラチナ |

#### コンピレーション・アルバム
順位は週間オリコンランキングのデジタルアルバムランキングの最高順位を示す。
| # | リリース日    | タイトル              | 販売形態               | レーベル     | 規格品番    | 順位 |
| - | ------------- | --------------------- | ---------------------- | ------------ | ----------- | ---- |
| 1 | 2025年2月28日 | Hello! We're timelesz | デジタル・ダウンロード | Over The Top | UP1AA-00744 | 1位  |

### 映像作品
- ポニーキャニオンから発売された映像商品13作品のBlu-ray通常盤のみ、2022年10月12日にTop J Records（規格品番：JMXT-11901 - JMCT-11917/8）から再発売された[126][127]。

| #  | 発売日        | タイトル                                       | 販売形態                                                                             | レーベル         | 規格品番     | 最高位               | 初動推移       | 初動合算 | GD認定   |
| -- | ------------- | ---------------------------------------------- | ------------------------------------------------------------------------------------ | ---------------- | ------------ | -------------------- | -------------- | -------- | -------- |
| 1  | 2012年8月15日 | Sexy Zone アリーナコンサート 2012              | 初回限定盤 (DVD 2枚組)                                                               | ポニーキャニオン | PCBP-52230   | 1位（DVD）           | 2.1万枚（DVD） |          | -        |
| 1  | 2012年8月15日 | Sexy Zone アリーナコンサート 2012              | 通常盤 初回限定・メンバー別バック・ジャケット仕様 〈佐藤 勝利ver.〉(DVD)             | ポニーキャニオン | PCBP-52231   | 1位（DVD）           | 2.1万枚（DVD） |          | -        |
| 1  | 2012年8月15日 | Sexy Zone アリーナコンサート 2012              | 通常盤 初回限定・メンバー別バック・ジャケット仕様 〈中島 健人ver.〉(DVD)             | ポニーキャニオン | PCBP-52232   | 1位（DVD）           | 2.1万枚（DVD） |          | -        |
| 1  | 2012年8月15日 | Sexy Zone アリーナコンサート 2012              | 通常盤 初回限定・メンバー別バック・ジャケット仕様 〈菊池 風磨ver.〉(DVD)             | ポニーキャニオン | PCBP-52233   | 1位（DVD）           | 2.1万枚（DVD） |          | -        |
| 1  | 2012年8月15日 | Sexy Zone アリーナコンサート 2012              | 通常盤 初回限定・メンバー別バック・ジャケット仕様 〈松島 聡ver.〉(DVD)               | ポニーキャニオン | PCBP-52234   | 1位（DVD）           | 2.1万枚（DVD） |          | -        |
| 1  | 2012年8月15日 | Sexy Zone アリーナコンサート 2012              | 通常盤 初回限定・メンバー別バック・ジャケット仕様 〈マリウス 葉ver.〉(DVD)           | ポニーキャニオン | PCBP-52235   | 1位（DVD）           | 2.1万枚（DVD） |          | -        |
| 1  | 2012年8月15日 | Sexy Zone アリーナコンサート 2012              | 通常盤 (DVD)                                                                         | ポニーキャニオン | PCBP-52236   | 1位（DVD）           | 2.1万枚（DVD） |          | -        |
| 1  | 2012年8月15日 | Sexy Zone アリーナコンサート 2012              | 初回限定盤 (Blu-ray Disc 2枚組)                                                      | ポニーキャニオン | PCXP-50110   | 2位（BD）            |                |          | -        |
| 1  | 2012年8月15日 | Sexy Zone アリーナコンサート 2012              | 通常盤 初回限定・メンバー別バック・ジャケット仕様 〈佐藤 勝利ver.〉(Blu-ray Disc)    | ポニーキャニオン | PCXP-50111   | 2位（BD）            |                |          | -        |
| 1  | 2012年8月15日 | Sexy Zone アリーナコンサート 2012              | 通常盤 初回限定・メンバー別バック・ジャケット仕様 〈中島 健人ver.〉(Blu-ray Disc)    | ポニーキャニオン | PCXP-50112   | 2位（BD）            |                |          | -        |
| 1  | 2012年8月15日 | Sexy Zone アリーナコンサート 2012              | 通常盤 初回限定・メンバー別バック・ジャケット仕様 〈菊池 風磨ver.〉(Blu-ray Disc)    | ポニーキャニオン | PCXP-50113   | 2位（BD）            |                |          | -        |
| 1  | 2012年8月15日 | Sexy Zone アリーナコンサート 2012              | 通常盤 初回限定・メンバー別バック・ジャケット仕様 〈松島 聡ver.〉(Blu-ray Disc)      | ポニーキャニオン | PCXP-50114   | 2位（BD）            |                |          | -        |
| 1  | 2012年8月15日 | Sexy Zone アリーナコンサート 2012              | 通常盤 初回限定・メンバー別バック・ジャケット仕様 〈マリウス 葉ver.〉 (Blu-ray Disc) | ポニーキャニオン | PCXP-50115   | 2位（BD）            |                |          | -        |
| 1  | 2012年8月15日 | Sexy Zone アリーナコンサート 2012              | 通常盤 (Blu-ray Disc)                                                                | ポニーキャニオン | PCXP-50116   | 2位（BD）            |                |          | -        |
| 2  | 2013年2月13日 | Johnny's Dome Theatre〜SUMMARY2012〜 Sexy Zone | DVD                                                                                  | ポニーキャニオン | PCBP-52240   | 2位（DVD）           | 2.4万枚（DVD） | 3.6万枚  | -        |
| 2  | 2013年2月13日 | Johnny's Dome Theatre〜SUMMARY2012〜 Sexy Zone | Blu-ray Disc                                                                         | ポニーキャニオン | PCXP-50120   | 1位（BD）            | 1.2万枚（BD）  | 3.6万枚  | -        |
| 3  | 2013年8月28日 | Sexy Zone Japan Tour 2013                      | 初回限定盤 (DVD 2枚組)                                                               | ポニーキャニオン | PCBP-52270   | 1位（DVD）           | 2.5万枚（DVD） | 4.0万枚  | -        |
| 3  | 2013年8月28日 | Sexy Zone Japan Tour 2013                      | 通常盤 (DVD)                                                                         | ポニーキャニオン | PCBP-52271   | 1位（DVD）           | 2.5万枚（DVD） | 4.0万枚  | -        |
| 3  | 2013年8月28日 | Sexy Zone Japan Tour 2013                      | 初回限定盤 (Blu-ray Disc 2枚組)                                                      | ポニーキャニオン | PCXP-50190   | 4位（BD）            | 1.5万枚（BD）  | 4.0万枚  | -        |
| 3  | 2013年8月28日 | Sexy Zone Japan Tour 2013                      | 通常盤 (Blu-ray Disc)                                                                | ポニーキャニオン | PCXP-50191   | 4位（BD）            | 1.5万枚（BD）  | 4.0万枚  | -        |
| 4  | 2014年8月12日 | Sexy Zone Spring Tour Sexy Second              | 初回限定盤 (DVD 2枚組)                                                               | ポニーキャニオン | PCBP-52304   | 1位（DVD）           | 2.5万枚（DVD） | 4.2万枚  | -        |
| 4  | 2014年8月12日 | Sexy Zone Spring Tour Sexy Second              | 通常盤 (DVD)                                                                         | ポニーキャニオン | PCBP-52305   | 1位（DVD）           | 2.5万枚（DVD） | 4.2万枚  | -        |
| 4  | 2014年8月12日 | Sexy Zone Spring Tour Sexy Second              | 初回限定盤 (Blu-ray Disc)                                                            | ポニーキャニオン | PCXP-50247   | 2位（BD）            | 1.7万枚（BD）  | 4.2万枚  | -        |
| 4  | 2014年8月12日 | Sexy Zone Spring Tour Sexy Second              | 通常盤 (Blu-ray Disc)                                                                | ポニーキャニオン | PCXP-50248   | 2位（BD）            | 1.7万枚（BD）  | 4.2万枚  | -        |
| 5  | 2015年1月14日 | Sexy Zone summer concert 2014                  | 初回限定盤 (DVD 2枚組)                                                               | ポニーキャニオン | PCBP-52314   | 2位（DVD・BD）       |                |          | -        |
| 5  | 2015年1月14日 | Sexy Zone summer concert 2014                  | 通常盤 (DVD)                                                                         | ポニーキャニオン | PCBP-52315   | 2位（DVD・BD）       |                |          | -        |
| 5  | 2015年1月14日 | Sexy Zone summer concert 2014                  | 初回限定盤 (Blu-ray Disc)                                                            | ポニーキャニオン | PCXP-50276   | 2位（DVD・BD）       |                |          | -        |
| 5  | 2015年1月14日 | Sexy Zone summer concert 2014                  | 通常盤 (Blu-ray Disc)                                                                | ポニーキャニオン | PCXP-50277   | 2位（DVD・BD）       |                |          | -        |
| 6  | 2015年9月9日  | Sexy Zone Sexy Power Tour                      | 初回限定盤 (DVD 2枚組)                                                               | ポニーキャニオン | PCBP-52328   | 1位（DVD）           | 1.8万枚（DVD） | 3.4万枚  | -        |
| 6  | 2015年9月9日  | Sexy Zone Sexy Power Tour                      | 通常盤 (DVD)                                                                         | ポニーキャニオン | PCBP-52329   | 1位（DVD）           | 1.8万枚（DVD） | 3.4万枚  | -        |
| 6  | 2015年9月9日  | Sexy Zone Sexy Power Tour                      | 初回限定盤 (Blu-ray Disc)                                                            | ポニーキャニオン | PCXP-50354   | 2位（BD）            | 1.6万枚（BD）  | 3.4万枚  | -        |
| 6  | 2015年9月9日  | Sexy Zone Sexy Power Tour                      | 通常盤 (Blu-ray Disc)                                                                | ポニーキャニオン | PCXP-50355   | 2位（BD）            | 1.6万枚（BD）  | 3.4万枚  | -        |
| 7  | 2016年1月13日 | Summer Paradise in TDC                         | DVD (3枚組)                                                                          | ポニーキャニオン | PCBP-52412   | 1位（DVD） 2位（BD） | 1.5万枚（DVD） | 3.1万枚  | -        |
| 7  | 2016年1月13日 | Summer Paradise in TDC                         | Blu-ray Disc                                                                         | ポニーキャニオン | PCXP-50392   | 1位（DVD） 2位（BD） | 1.6万枚（BD）  | 3.1万枚  | -        |
| 8  | 2016年9月7日  | Welcome to Sexy Zone Tour                      | 初回限定盤 (DVD 2枚組)                                                               | ポニーキャニオン | PCBP-53153   | 1位（DVD） 2位（BD） | 2.5万枚（DVD） | 4.8万枚  | -        |
| 8  | 2016年9月7日  | Welcome to Sexy Zone Tour                      | 通常盤 (DVD)                                                                         | ポニーキャニオン | PCBP-53154   | 1位（DVD） 2位（BD） | 2.5万枚（DVD） | 4.8万枚  | -        |
| 8  | 2016年9月7日  | Welcome to Sexy Zone Tour                      | 初回限定盤 (Blu-ray Disc 2枚組)                                                      | ポニーキャニオン | PCXP-50444   | 1位（DVD） 2位（BD） | 2.3万枚（BD）  | 4.8万枚  | -        |
| 8  | 2016年9月7日  | Welcome to Sexy Zone Tour                      | 通常盤 (Blu-ray Disc)                                                                | ポニーキャニオン | PCXP-50445   | 1位（DVD） 2位（BD） | 2.3万枚（BD）  | 4.8万枚  | -        |
| 9  | 2017年1月25日 | Johnnys' Summer Paradise 2016                  | DVD (4枚組)                                                                          | ポニーキャニオン | PCBP-53210   | 1位（DVD）           | 1.9万枚（DVD） | 4.2万枚  | -        |
| 9  | 2017年1月25日 | Johnnys' Summer Paradise 2016                  | Blu-ray Disc(2枚組)                                                                  | ポニーキャニオン | PCXP-50481   | 3位（BD）            | 2.3万枚（BD）  | 4.2万枚  | -        |
| 10 | 2017年9月6日  | Sexy Zone Presents Sexy Tour 2017〜STAGE       | 初回限定盤 (DVD 2枚組)                                                               | ポニーキャニオン | PCBP-53219   | 1位（DVD・BD）       | 4.0万枚（DVD） | 8.3万枚  | ゴールド |
| 10 | 2017年9月6日  | Sexy Zone Presents Sexy Tour 2017〜STAGE       | 通常盤 (DVD 2枚組)                                                                   | ポニーキャニオン | PCBP-53220   | 1位（DVD・BD）       | 4.0万枚（DVD） | 8.3万枚  | ゴールド |
| 10 | 2017年9月6日  | Sexy Zone Presents Sexy Tour 2017〜STAGE       | 初回限定盤 (Blu-ray Disc 2枚組)                                                      | ポニーキャニオン | PCXP-50527   | 1位（DVD・BD）       | 4.2万枚（BD）  | 8.3万枚  | ゴールド |
| 10 | 2017年9月6日  | Sexy Zone Presents Sexy Tour 2017〜STAGE       | 通常盤 (Blu-ray Disc 2枚組)                                                          | ポニーキャニオン | PCXP-50528   | 1位（DVD・BD）       | 4.2万枚（BD）  | 8.3万枚  | ゴールド |
| 11 | 2018年7月18日 | Summer Paradise 2017                           | DVD (4枚組)                                                                          | ポニーキャニオン | PCBP-53250   | 1位（DVD）           | 2.2万枚（DVD） | 5.2万枚  | ゴールド |
| 11 | 2018年7月18日 | Summer Paradise 2017                           | Blu-ray Disc(2枚組)                                                                  | ポニーキャニオン | PCXP-50587   | 2位（BD）            | 3.0万枚（BD）  | 5.2万枚  | ゴールド |
| 12 | 2019年1月9日  | SEXY ZONE repainting Tour 2018                 | 初回限定盤 (DVD 2枚組)                                                               | ポニーキャニオン | PCBP-53262   | 1位（DVD・BD）       | 3.9万枚（DVD） | 8.5万枚  | ゴールド |
| 12 | 2019年1月9日  | SEXY ZONE repainting Tour 2018                 | 通常盤 (DVD 2枚組)                                                                   | ポニーキャニオン | PCBP-53263   | 1位（DVD・BD）       | 3.9万枚（DVD） | 8.5万枚  | ゴールド |
| 12 | 2019年1月9日  | SEXY ZONE repainting Tour 2018                 | 初回限定盤 (Blu-ray Disc 2枚組)                                                      | ポニーキャニオン | PCXP-50625   | 1位（DVD・BD）       | 4.6万枚（BD）  | 8.5万枚  | ゴールド |
| 12 | 2019年1月9日  | SEXY ZONE repainting Tour 2018                 | 通常盤 (Blu-ray Disc 2枚組)                                                          | ポニーキャニオン | PCXP-50626   | 1位（DVD・BD）       | 4.6万枚（BD）  | 8.5万枚  | ゴールド |
| 13 | 2019年8月28日 | Sexy Zone LIVE TOUR 2019 PAGES                 | 初回限定盤 (DVD 2枚組)                                                               | ポニーキャニオン | PCBP-53281   | 1位（DVD・BD）       | 3.6万枚（DVD） | 8.2万枚  | ゴールド |
| 13 | 2019年8月28日 | Sexy Zone LIVE TOUR 2019 PAGES                 | 通常盤 (DVD 2枚組)                                                                   | ポニーキャニオン | PCBP-53282   | 1位（DVD・BD）       | 3.6万枚（DVD） | 8.2万枚  | ゴールド |
| 13 | 2019年8月28日 | Sexy Zone LIVE TOUR 2019 PAGES                 | 初回限定盤 (Blu-ray Disc 2枚組)                                                      | ポニーキャニオン | PCXP-50685   | 1位（DVD・BD）       | 4.6万枚（BD）  | 8.2万枚  | ゴールド |
| 13 | 2019年8月28日 | Sexy Zone LIVE TOUR 2019 PAGES                 | 通常盤 (Blu-ray Disc 2枚組)                                                          | ポニーキャニオン | PCXP-50686   | 1位（DVD・BD）       | 4.6万枚（BD）  | 8.2万枚  | ゴールド |
| 14 | 2021年2月10日 | Sexy Zone POP×STEP!? TOUR 2020                 | 初回限定盤 (DVD 2枚組)                                                               | Top J Records    | JMBT-19001   | 1位（DVD・BD）       | 3.5万枚（DVD） | 9.3万枚  | ゴールド |
| 14 | 2021年2月10日 | Sexy Zone POP×STEP!? TOUR 2020                 | 通常盤 (DVD 2枚組)                                                                   | Top J Records    | JMBT-11001/2 | 1位（DVD・BD）       | 3.5万枚（DVD） | 9.3万枚  | ゴールド |
| 14 | 2021年2月10日 | Sexy Zone POP×STEP!? TOUR 2020                 | 初回限定盤 (Blu-ray Disc 2枚組)                                                      | Top J Records    | JMXT-19001   | 1位（DVD・BD）       | 5.7万枚（BD）  | 9.3万枚  | ゴールド |
| 14 | 2021年2月10日 | Sexy Zone POP×STEP!? TOUR 2020                 | 通常盤 (Blu-ray Disc 2枚組)                                                          | Top J Records    | JMXT-11001/2 | 1位（DVD・BD）       | 5.7万枚（BD）  | 9.3万枚  | ゴールド |
| 15 | 2022年1月26日 | Sexy Zone Anniversary Tour 2021 SZ10TH         | 初回限定盤 (DVD 2枚組)                                                               | Top J Records    | JMBT-19002   | 1位（DVD・BD）       | 3.2万枚（DVD） | 9.5万枚  | ゴールド |
| 15 | 2022年1月26日 | Sexy Zone Anniversary Tour 2021 SZ10TH         | 通常盤 (DVD 2枚組)                                                                   | Top J Records    | JMBT-19003/4 | 1位（DVD・BD）       | 3.2万枚（DVD） | 9.5万枚  | ゴールド |
| 15 | 2022年1月26日 | Sexy Zone Anniversary Tour 2021 SZ10TH         | 初回限定盤 (Blu-ray Disc 2枚組)                                                      | Top J Records    | JMXT-19002   | 1位（DVD・BD）       | 6.2万枚（BD）  | 9.5万枚  | ゴールド |
| 15 | 2022年1月26日 | Sexy Zone Anniversary Tour 2021 SZ10TH         | 通常盤 (Blu-ray Disc 2枚組)                                                          | Top J Records    | JMXT-19003/4 | 1位（DVD・BD）       | 6.2万枚（BD）  | 9.5万枚  | ゴールド |
| 16 | 2023年3月8日  | セクシーゾーン ドームツアー2022 ザ・ハイライト | 初回限定盤 (DVD 3枚組)                                                               | Top J Records    | JMBT-19005   | 1位（DVD・BD）       | 3.7万枚（DVD） | 12.1万枚 | ゴールド |
| 16 | 2023年3月8日  | セクシーゾーン ドームツアー2022 ザ・ハイライト | 通常盤 (DVD 2枚組)                                                                   | Top J Records    | JMBT-11006   | 1位（DVD・BD）       | 3.7万枚（DVD） | 12.1万枚 | ゴールド |
| 16 | 2023年3月8日  | セクシーゾーン ドームツアー2022 ザ・ハイライト | 初回限定盤 (Blu-ray Disc 3枚組)                                                      | Top J Records    | JMXT-19005   | 1位（DVD・BD）       | 8.4万枚（BD）  | 12.1万枚 | ゴールド |
| 16 | 2023年3月8日  | セクシーゾーン ドームツアー2022 ザ・ハイライト | 通常盤 (Blu-ray Disc 2枚組)                                                          | Top J Records    | JMXT-11006   | 1位（DVD・BD）       | 8.4万枚（BD）  | 12.1万枚 | ゴールド |
| 17 | 2024年4月24日 | SEXY ZONE LIVE TOUR 2023 ChapterII in DOME     | 初回限定盤 (DVD 3枚組)                                                               | Over The Top     | OVBT-19001   | 1位（DVD・BD）       | 2.8万枚（DVD） | 9.2万枚  | ゴールド |
| 17 | 2024年4月24日 | SEXY ZONE LIVE TOUR 2023 ChapterII in DOME     | 通常盤 (DVD 2枚組)                                                                   | Over The Top     | OVBT-11001   | 1位（DVD・BD）       | 2.8万枚（DVD） | 9.2万枚  | ゴールド |
| 17 | 2024年4月24日 | SEXY ZONE LIVE TOUR 2023 ChapterII in DOME     | 初回限定盤 (Blu-ray Disc 3枚組)                                                      | Over The Top     | OVXT-19001   | 1位（DVD・BD）       | 6.4万枚（BD）  | 9.2万枚  | ゴールド |
| 17 | 2024年4月24日 | SEXY ZONE LIVE TOUR 2023 ChapterII in DOME     | 通常盤 (Blu-ray Disc 2枚組)                                                          | Over The Top     | OVXT-11001   | 1位（DVD・BD）       | 6.4万枚（BD）  | 9.2万枚  | ゴールド |

| #  | 発売日        | タイトル                               | 販売形態                        | レーベル     | 規格品番     | 最高位         | 初動推移       | 初動合算 |
| -- | ------------- | -------------------------------------- | ------------------------------- | ------------ | ------------ | -------------- | -------------- | -------- |
| 18 | 2025年1月22日 | We're timelesz LIVE TOUR 2024 episode0 | 初回限定盤 (DVD 2枚組)          | Over The Top | OVBT-19001   | 1位（DVD・BD） | 2.0万枚（DVD） | 5.9万枚  |
| 18 | 2025年1月22日 | We're timelesz LIVE TOUR 2024 episode0 | 通常盤 (DVD 2枚組)              | Over The Top | OVBT-11004   | 1位（DVD・BD） | 2.0万枚（DVD） | 5.9万枚  |
| 18 | 2025年1月22日 | We're timelesz LIVE TOUR 2024 episode0 | 初回限定盤 (Blu-ray Disc 2枚組) | Over The Top | OVXT-19003/4 | 1位（DVD・BD） | 3.9万枚（BD）  | 5.9万枚  |
| 18 | 2025年1月22日 | We're timelesz LIVE TOUR 2024 episode0 | 通常盤 (Blu-ray Disc 2枚組)     | Over The Top | OVXT-11003/4 | 1位（DVD・BD） | 3.9万枚（BD）  | 5.9万枚  |

### ミュージック・ビデオ
○は『Sexy Zone 5th Anniversary Best』初回盤A付属DVD、◎は『SZ10TH』初回盤A付属Blu-rayに収録。
| タイトル                                         | リンク      | 監督           | 初収録作品                                        | その他 |
| ------------------------------------------------ | ----------- | -------------- | ------------------------------------------------- | ------ |
| Sexy Zone                                        | [ 動画 1 ]  |                | Sexy Zone                                         | ○◎     |
| Lady ダイヤモンド                                | [ 動画 2 ]  | 多田卓也       | Lady ダイヤモンド                                 | ○◎     |
| Sexy Summerに雪が降る                            | [ 動画 3 ]  | 多田卓也       | Sexy Summerに雪が降る                             | ○◎     |
| Real Sexy!                                       | [ 動画 4 ]  | 竹久正記       | Real Sexy!/BAD BOYS                               | ○◎     |
| バィバィDuバィ 〜See you again〜                 | [ 動画 5 ]  | 谷井信行       | バィバィDuバィ 〜See you again〜/A MY GIRL FRIEND | ○◎     |
| バィバィDuバィ 〜See you again〜 (in Dubai ver.) |             |                | Sexy Second                                       |        |
| We Gotta Go                                      | [ 動画 6 ]  | 須藤カンジ     | Sexy Second                                       |        |
| King & Queen & Joker                             | [ 動画 7 ]  | 多田卓也       | King & Queen & Joker                              | ○◎     |
| 男 never give up                                 | [ 動画 8 ]  | 多田卓也       | 男 never give up                                  | ○◎     |
| 君にHITOMEBORE                                   | [ 動画 9 ]  | 多田卓也       | 君にHITOMEBORE                                    | ○◎     |
| マワレ ミラクル                                  | [ 動画 10 ] | 多田卓也       | Sexy Power3                                       |        |
| Let's Go To Earth                                |             |                | Sexy Power3                                       |        |
| Cha-Cha-Cha チャンピオン                         | [ 動画 11 ] | 多田卓也       | Cha-Cha-Cha チャンピオン                          | ○◎     |
| シーサイド・ラブ                                 |             |                | Cha-Cha-Cha チャンピオン                          |        |
| カラフル Eyes                                    | [ 動画 12 ] | 多田卓也       | カラフル Eyes                                     | ○◎     |
| 24-7 〜僕らのストーリー〜                        | [ 動画 13 ] | ムラカミタツヤ | Welcome to Sexy Zone                              |        |
| 勝利の日まで                                     | [ 動画 14 ] | ムラカミタツヤ | 勝利の日まで                                      | ○◎     |
| よびすて                                         | [ 動画 15 ] | 須永秀明       | よびすて                                          | ◎      |
| ROCK THA TOWN                                    | [ 動画 16 ] | 舛井平         | ROCK THA TOWN                                     | ◎      |
| ぎゅっと                                         | [ 動画 17 ] | 三石直和       | ぎゅっと                                          | ◎      |
| ぎゅっと 小学生と共同制作ver.×5班分              |             |                | ぎゅっと                                          |        |
| 忘れられない花                                   | [ 動画 18 ] | 井上哲央       | XYZ=repainting                                    |        |
| イノセントデイズ                                 | [ 動画 19 ] | 三石直和       | イノセントデイズ                                  | ◎      |
| カラクリだらけのテンダネス                       | [ 動画 20 ] | 大久保拓朗     | カラクリだらけのテンダネス/すっぴんKISS           | ◎      |
| すっぴんKISS                                     | [ 動画 21 ] | 大久保拓朗     | カラクリだらけのテンダネス/すっぴんKISS           | ◎      |
| La Sexy Woman                                    | [ 動画 22 ] | 荒船泰廣       | PAGES                                             |        |
| 麒麟の子                                         | [ 動画 23 ] | 瀬里義治       | 麒麟の子/Honey Honey                              | ◎      |
| Honey Honey                                      | [ 動画 24 ] | 福居英晃       | 麒麟の子/Honey Honey                              | ◎      |
| 極東DANCE                                        | [ 動画 25 ] | 須永秀明       | POP×STEP!?                                        |        |
| MELODY                                           | [ 動画 26 ] |                |                                                   |        |
| RUN                                              | [ 動画 27 ] | 田辺秀伸       | RUN                                               | ◎      |
| NOT FOUND                                        | [ 動画 28 ] | 田辺秀伸       | NOT FOUND                                         | ◎      |
| NOT FOUND Dance Shot ver.                        | [ 動画 29 ] |                | NOT FOUND                                         |        |
| RIGHT NEXT TO YOU                                | [ 動画 30 ] | 田辺秀伸       | SZ10TH                                            | ◎      |
| Change the world                                 | [ 動画 31 ] | 安井塑宇       | SZ10TH                                            |        |
| LET'S MUSIC                                      | [ 動画 32 ] | 田辺秀伸       | LET'S MUSIC                                       |        |
| 夏のハイドレンジア                               | [ 動画 33 ] | 田辺秀伸       | 夏のハイドレンジア                                |        |
| 夏のハイドレンジア Lyric Video                   | [ 動画 34 ] | 檀上大空       |                                                   |        |
| Forever Gold                                     | [ 動画 35 ] | 泰永優子       | ザ・ハイライト                                    |        |
| THE FINEST                                       | [ 動画 36 ] | NOSTALOOK      | ザ・ハイライト                                    |        |
| Trust Me, Trust You.                             | [ 動画 37 ] | 田辺秀伸       | Trust Me, Trust You.                              |        |
| Sleepless                                        | [ 動画 38 ] |                |                                                   |        |
| Cream                                            | [ 動画 39 ] | 関和亮         | Cream                                             |        |
| Naturally                                        |             | UDO            |                                                   |        |
| Purple Rain                                      | [ 動画 40 ] | Takasuke Kato  | Chapter II                                        |        |
| Purple Rain (アニメーションMV)                   | [ 動画 41 ] | NOSTALOOK      |                                                   |        |
| 本音と建前                                       | [ 動画 42 ] | 加藤ヒデジン   | 本音と建前                                        |        |
| Try This One More Time                           | [ 動画 43 ] | UDO            |                                                   |        |
| 人生遊戯                                         | [ 動画 44 ] | 田辺秀伸       | 人生遊戯                                          |        |
| puzzle                                           | [ 動画 45 ] | 田辺秀伸       | puzzle                                            |        |

| タイトル           | リンク      | 監督      | 初収録作品 |
| ------------------ | ----------- | --------- | ---------- |
| Anthem             | [ 動画 46 ] | 田辺秀伸  | timelesz   |
| dilemma            | [ 動画 47 ] | NOSTALOOK |            |
| because            | [ 動画 48 ] | 田辺秀伸  | because    |
| Rock this Party    | [ 動画 49 ] | 安井塑宇  | FAM        |
| ワンアンドオンリー | [ 動画 50 ] | 田辺秀伸  | FAM        |

## タイアップ
| 楽曲                               | タイアップ |
| ---------------------------------- | --- |
| Sexy Zone                          | フジテレビ系『バレーボールワールドカップ2011』イメージソング                                                    |
| With you                           | フジテレビ系『第64回全日本バレーボール高等学校選手権大会』イメージソング                                        |
| Lady ダイヤモンド                  | フジテレビ系『リアルスコープZ』テーマソング                                                                     |
| High!! High!! People               | TBS系ドラマ『コドモ警察』主題歌                                                                                 |
| 勇気100%                           | NHK教育アニメ『忍たま乱太郎』オープニングテーマ                                                                 |
| 風をきって                         | NHK教育アニメ『忍たま乱太郎』エンディングテーマ                                                                 |
| Sexy Summerに雪が降る              | フジテレビ系『リアルスコープZ』テーマソング                                                                     |
| キミのため ボクがいる              | フジテレビ系・TBS系『2012ロンドンオリンピック バレーボール世界最終予選』イメージソング                          |
| スキすぎて                         | TBS系ドラマ『コドモ警視』主題歌                                                                                 |
| Real Sexy!                         | フジテレビ系『超潜入!リアルスコープハイパー』テーマソング                                                       |
| BAD BOYS                           | 日本テレビ系ドラマ『BAD BOYS J』主題歌                                                                          |
| High!! High!! People -movie remix- | 映画『コドモ警察』主題歌                                                                                        |
| バィバィDuバィ〜See you again〜    | フジテレビ系『超潜入!リアルスコープハイパー』テーマソング                                                       |
| A MY GIRL FRIEND                   | 日本テレビ系ドラマ『49』主題歌                                                                                  |
| Young & Beautiful!                 | フジテレビ系『女子バレーボール ワールドグランプリ2013』イメージソング                                           |
| BAD BOYS 〜movie remix〜           | 映画『劇場版 BAD BOYS J -最後に守るもの-』主題歌                                                                |
| Shout!!                            | フジテレビ系『春の高校バレー 2014』イメージソング                                                               |
| King & Queen & Joker               | フジテレビ系『超潜入!リアルスコープハイパー』テーマソング                                                       |
| 待ったなんてなしっ!                | NHK教育アニメ『忍たま乱太郎』エンディングテーマ                                                                 |
| 男 never give up                   | フジテレビ系『超潜入!リアルスコープハイパー』テーマソング                                                       |
| Keep The Challenge                 | フジテレビ系『女子バレーボールワールドグランプリ2014』イメージソング                                            |
| 君にHITOMEBORE                     | テレビ朝日系ドラマ『黒服物語』主題歌                                                                            |
| Trophy                             | フジテレビ系『春の高校バレー 2015』イメージソング                                                               |
| Cha-Cha-Cha チャンピオン           | フジテレビ系『ワールドカップバレーボール2015』イメージソング                                                    |
| Make my day                        | 日本テレビ系ドラマ『黒崎くんの言いなりになんてならない』主題歌 映画『黒崎くんの言いなりになんてならない』主題歌 |
| ロマンティックに勝利をつかめ       | フジテレビ系『春の高校バレー 2016』イメージソング                                                               |
| 勝利の日まで                       | フジテレビ系『2016リオデジャネイロオリンピック バレーボール世界最終予選』イメージソング                         |
| 君だけFOREVER                      | 日本テレビ系ドラマ『ガードセンター24 広域警備指令室』主題歌                                                     |
| ROCK THA TOWN                      | CM：AOKI「AOKIフレッシャーズ」                                                                                  |
| Stand up! speak out!               | フジテレビ系『春の高校バレー 2017』イメージソング                                                               |
| ぎゅっと                           | 日本テレビ系ドラマ『吾輩の部屋である』主題歌                                                                    |
| 会いたいよ                         | フジテレビ系『春の高校バレー 2018』イメージソング                                                               |
| 忘れられない花                     | CM：AOKI「AOKIフレッシャーズ」                                                                                  |
| イノセントデイズ                   | 日本テレビ系ドラマ『Missデビル 人事の悪魔・椿眞子』挿入歌                                                       |
| カラクリだらけのテンダネス         | 日本テレビ系ドラマ『ドロ刑―警視庁捜査三課―』主題歌                                                              |
| すっぴんKISS                       | CM：コーセーコスメポート「ソフティモ」                                                                          |
| La Sexy Woman                      | CM：AOKI「AOKIフレッシャーズ」                                                                                  |
| 麒麟の子                           | 日本テレビ系ドラマ『ブラック校則』主題歌 映画『ブラック校則』主題歌                                             |
| Honey Honey                        | CM：コーセーコスメポート「ソフティモ」                                                                          |
| 極東DANCE                          | CM：AOKI「AOKIフレッシャーズ」                                                                                  |
| RUN                                | 日本テレビ系ドラマ『未満警察 ミッドナイトランナー』主題歌                                                       |
| NOT FOUND                          | 日本テレビ系ドラマ『バベル九朔』主題歌                                                                          |
| LET'S MUSIC                        | 日本テレビ系ドラマ『でっけぇ風呂場で待ってます』主題歌                                                          |
| 夏のハイドレンジア                 | フジテレビ系ドラマ『彼女はキレイだった』主題歌                                                                  |
| Ringa Ringa Ring                   | CM：PEACH JOHN「グッドスリーピィパジャマ」テーマソング                                                          |
| Sleepless                          | テレビ東京系ドラマ『赤いナースコール』オープニングテーマ                                                        |
| Trust Me, Trust You.               | テレビ朝日系ドラマ『トモダチゲームR4』主題歌                                                                    |
| 惑星                               | NHK みんなのうた 2022年8月 - 9月                                                                                |
| Naturally                          | CM：PEACH JOHN スペシャルムービー「『恋する、ルームウエア』春のおうちデート編 」テーマソング                    |
| Cream                              | テレビ東京系ドラマ『隣の男はよく食べる』挿入歌                                                                  |
| 本音と建前                         | フジテレビ系ドラマ『ウソ婚』主題歌                                                                              |
| Try This One More Time             | 映画『トランスフォーマー/ビースト覚醒』日本語吹替版主題歌                                                       |
| 人生遊戯                           | 日本テレビ系ドラマ『ゼイチョー〜「払えない」にはワケがある〜』主題歌                                            |
| puzzle                             | フジテレビ系ドラマ『リビングの松永さん』主題歌                                                                  |
| 君のせい                           | TBS系アニメ『花野井くんと恋の病』オープニングテーマ                                                             |

| 楽曲               | タイアップ                                                              |
| ------------------ | ----------------------------------------------------------------------- |
| because            | テレビ朝日系ドラマ『私たちが恋する理由』主題歌                          |
| Rock this Party    | CM：ユニバーサルミュージック「#ぼくらの春曲キャンペーン-永遠の二人篇-」 |
| ワンアンドオンリー | 広告：ABC-MART「CLIMACOOL with timelesz」                               |
| Steal The Show     | 日本テレビ系バスケットボール応援ソング                                  |

## 出演
単独出演作品は各メンバーの記事を参照。

### テレビ番組
- ジャニーズJr.ランド（2011年10月2日 - 2013年9月29日、BSスカパー!）[213][214]
- 恋する・ガンバレー部（2011年10月24日 ‐ 11月3日、フジテレビ）[215][216]
- ザ少年倶楽部（2011年11月4日[217] - 2020年3月8日 NHK BSプレミアム）[218]
- リアルスコープZ→超潜入!リアルスコープハイパー（2012年4月7日 - 2015年3月14日、フジテレビ）[219][220]
- 恋するガンバレー部2（2012年5月14日 - 17日・5月28日 - 31日、フジテレビ）[221]
- Sexy Zone in OKINAWA（2013年11月16日、フジテレビTWO） - 菊池、佐藤、マリウス出演
- ガムシャラ!（2014年4月13日[222] - 2016年4月3日 、テレビ朝日）[223]
- Sexy Zone CHANNEL（2014年3月5日[43] ‐ 2015年3月1日 フジテレビTWO[44]・NOTTV[224]）
- 噂にアタックNo.1（2015年4月 - 9月、フジテレビ）[225]
- つなげリオへ!噂にアタックNo.1（2016年4月2日 - 5月23日〔22日深夜〕、フジテレビ）
- ニュース シブ5時（2016年4月11日 - 2018年3月7日、NHK総合）「ニュースがわかるようになる検定」
- Sexy Zoneのたった3日間で人生は変わるのか!?（2018年4月12日〔11日深夜〕[64] ・7月1日[226]・8月13日[227]・2019年5月21日、日本テレビ）
- 24時間テレビ41 「愛は地球を救う」（2018年8月25日・26日、日テレ） - メインパーソナリティ[注 8]
- 山里亮太とSexy Zone 女の脳が男を捨てる。（2020年2月16日〔15日深夜〕、中京テレビ）[229]
- Sexy Zoneの進化論[注 9]（2020年4月10日 - 2020年10月23日、フジテレビTWO）[230][注 10]
- タイムレスマン（2025年4月20日 - 、フジテレビ）[232]
- timeleszの時間ですよ（2025年6月17日、TBS）[233]
- 未来人に残したい！ふるさとタイムレスカプセル（2025年6月29日、読売テレビ） - MC[234]

#### NHK紅白歌合戦出場歴
| 年度   | 放送回 | 回 | 曲目                                        | 備考                    |
| ------ | ------ | -- | ------------------------------------------- | ----------------------- |
| 2013年 | 第64回 | 初 | Sexy平和Zone組曲                            | 白組トップバッター      |
| 2014年 | 第65回 | 2  | 紅白にHITOMEBORE                            | 白組トップバッター（2） |
| 2015年 | 第66回 | 3  | ニッポン Cha-Cha-Cha チャンピオン           |                         |
| 2016年 | 第67回 | 4  | よびすて紅白'16                             |                         |
| 2017年 | 第68回 | 5  | ぎゅっと                                    |                         |
| 2018年 | 第69回 | 6  | カラクリだらけのテンダネス 〜2018紅白ver.〜 |                         |

### ドキュメンタリー
- Sexy Zone Road to "Dream" 〜6ヶ月の軌跡〜（2014年1月17日、フジテレビ[238] / 2月1日、BSスカパー! / 2月26日、フジテレビTWO〈完全版〉[239]）
- Sexy Zone ライブ密着ドキュメンタリー Stand & Run 〜僕たちは止まらない〜（2014年7月4日、フジテレビ[240] / 7月6日、NOTTV / 7月12日、BSスカパー! / 7月30日、フジテレビTWO〈完全版〉）
- Sexy Zone 密着ドキュメンタリー "Go for 2020"  〜飛躍の2014年を振り返る〜（2015年1月12日、フジテレビ[241] / 1月31日、BSスカパー! / 2月21日、フジテレビTWO〈完全版〉）
- 密着！Sexy Zone 2015 -Keep running-（2016年1月12日、フジテレビ[242] / 1月30日、BSスカパー! / 2月14日、フジテレビTWO〈完全版〉）

### サポーター・アンバサダー
- FIVBワールドカップバレーボール2011（2011年11月4日 ‐ 12月4日、フジテレビ） - スペシャルサポーター[33]
- 第64回全日本バレーボール高等学校選手権大会（2012年1月5日 ‐ 9日、フジテレビ） - 情熱サポーター（佐藤、中島、菊池）[243]
- 2012ロンドンオリンピックバレーボール世界最終予選（2012年5月19日 - 6月10日、フジテレビ・TBS） - スペシャルサポーター[244][245]
- 第65回全日本バレーボール高等学校選手権大会（2013年1月5日 ‐ 13日、フジテレビ） - 情熱サポーター（佐藤、中島、菊池）[246]
- 女子バレーボール ワールドグランプリ2013 (2013年8月4日 - 9月1日、フジテレビ)  - スペシャルサポーター[247]
- 第66回全日本バレーボール高等学校選手権大会（2014年1月5日 ‐ 12日、フジテレビ） - 情熱サポーター（佐藤、中島、菊池）[248]
- 女子バレーボール ワールドグランプリ2014（2014年8月20日 - 8月24日、フジテレビ） - スペシャルサポーター[249]
- 第67回全日本バレーボール高等学校選手権大会（2015年1月4日 ‐ 11日、フジテレビ） - 情熱サポーター（佐藤、中島、菊池）
- FIVBワールドカップ バレーボール2015（2015年8月22日 - 9月23日、フジテレビ） - スペシャルナビゲーター（佐藤、中島、菊池）
- 第68回全日本バレーボール高等学校選手権大会（2016年1月5日 ‐ 10日、フジテレビ） - 情熱サポーター（佐藤、中島、菊池）
- 2016リオデジャネイロオリンピックバレーボール最終予選（2016年5月14日 - 6月5日、フジテレビ）- スペシャルサポーター
- 第70回全日本バレーボール高等学校選手権大会（2018年1月4日 ‐ 8日、フジテレビ） - 情熱サポーター（佐藤、松島、マリウス）
- 第71回全日本バレーボール高等学校選手権大会（2019年1月12日 ‐ 13日、フジテレビ） - 情熱キャスター（佐藤、マリウス）
- ジャニーズ事務所「ジャニーズショップ」アンバサダー（2023年度）[250]

### CM・広告
- NOTTV「Sexy Zone CHANNEL」（2014年3月1日 - ）[251]
- ロッテ「フルーティオ」（2014年3月18日 - ）[252]
- AOKI
  - 「2017年 AOKIフレッシャーズ」（2017年2月1日 - ）[199]
  - 「AOKIフレッシャーズキャンペーン2018」（2018年2月 - ）[200]
  - 「フレッシャーズ応援フェア2019」（2019年）[253]
  - 「フレッシャーズキャンペーン2020」（2020年2月 - ）[201]
  - 「フレッシャーズキャンペーン2021」（2021年1月 - ）[254]
  - 「ブラックフォーマル」（2022年10月 - ）[255]
  - 「メンズスーツキャンペーン」（2023年2月 - ）[256][257]
  - 「パジャマスーツ」（2024年10月 - ）[258]
  - 「メンズフォーマル」（2024年4月 - ）[259]
- コーセーコスメポート「ソフティモ」（2018年11月1日 - ）[260]
- アディダス「CLIMACOOL BOUNCE」（2025年4月24日 - ） - イメージモデル[211]
- PARCO「timelesz in PARCO G.W.Campaign」（2025年4月25日 - 5月6日予定）[261]

### ラジオ番組
- Sexy ZoneのQrzone→timeleszのQrzone[262]（2012年4月5日 - 、文化放送） - 『レコメン!』内のフロート番組[37]
- らじらー!サタデー（2016年4月2日 - 2019年3月30日[263]、NHKラジオ第1放送） - 22時台MC（週替わりで2名交代出演。）[264]
- Sexy ZoneのオールナイトニッポンPremium（2020年10月19日、ニッポン放送）[265]
- timeleszのオールナイトニッポンPremium（2025年2月3日、ニッポン放送）[266]
- timeleszのレコメン？（2025年2月21日・28日、文化放送） - パーソナリティ[注 12]

### ネット配信
- timelesz project -AUDITION-（2024年9月13日 - 2025年2月15日、Netflix）[121][268]

### コンサート
- 帝劇 Johnnys Imperial Theatre Special「Kis-My-Ft2 with ジャニーズJr.」（2011年9月29日、帝国劇場） - グループ初お披露目[3]
- JOHNNYS' Worldの感謝祭 in　東京ドーム・大阪ドーム（3月16日・17日 東京ドーム / 3月30日・31日 京セラドーム大阪）[247]
- Johnnys' Countdown 2013-2014 ウマれる新たな伝説 ジャニーズ年越し生放送（2013年12月31日、東京ドーム） - 佐藤、松島、マリウスは観覧組[247]
- ガムシャラ J's Party !! Vol.1（2014年2月1日 - 2日、EXシアター六本木） - オフィシャルサポーターとして出演（佐藤、中島、菊池）[269]
- Johnnys' Countdown 2014-2015（2014年12月31日、東京ドーム）
- ジャニーズカウントダウン 2018-2019（2018年12月31日、東京ドーム）
- Johnny's Festival 〜Thank you 2021 Hello 2022〜（2021年12月30日、東京ドーム）[270]
- WE ARE! Let's get the party STARTO!!（2024年4月10日、東京ドーム / 5月29日・30日、京セラドーム大阪）[注 13]

### 舞台
- Johnny's Dome Theatre 〜SUMMARY〜（2012年8月11日 - 15日、梅田芸術劇場 / 8月21日 - 9月2日、TOKYO DOME CITY HALL）[272]
- JOHNNYS' World -ジャニーズ・ワールド-（2012年11月10日 ‐ 2012年12月30日、2013年1月1日 - 1月27日、帝国劇場） - 中島、菊池、佐藤[273]
- Live House ジャニーズ銀座（2013年4月28日・5月12日・5月26日、シアタークリエ）‐ 松島、マリウス[274]
- JOHNNYS' 2020 WORLD -ジャニーズ トニトニ ワールド-（2013年12月7日 ‐ 2014年1月27日、帝国劇場） - A.B.C-Zと主演（菊池、佐藤、中島）[275]

### イベント
- ジャニーズJr.選抜 野球大会 2012春（2012年3月18日、東京ドーム）[276]
- 2012 神宮外苑花火大会（2012年8月10日、東京・国立競技場）[277]
- “東京ドームに全員集合” みんなにサンキュー!ジャニーズ野球大会（2016年4月13日、東京ドーム）[278]
- ジャニーズ大運動会2017（2017年4月16日、東京ドーム）[279]
- 嵐のワクワク学校 2017〜毎日がもっと輝くみんなの保健体育〜（2017年6月17日・18日、京セラドーム大阪 / 7月8日・9日、東京ドーム）[280]
- 嵐のワクワク学校 2018〜毎日がもっと輝く5つの部活！〜（2018年6月9日・10日、京セラドーム大阪 / 6月30日・7月1日、東京ドーム）[281]

## 単独コンサート・イベント
ソロ公演については各メンバー記事を参照

### ファンミーティング
- SZ10TH ONLINE FAN MEETING
  - - Vol.1 -（2021年1月23日、Johnny's net オンライン）[注 14]
  - - Vol.2 - 〜結成10周年SP〜（2021年9月29日、Johnny's net オンライン）[注 15]
- timelesz SUPER FAMeeting〜また夏が終わっていくんだね。でも、今年は新しい家族と過ごした最高の時間だった。だから夏の終わりも一緒にいようよ。唯一無二のレイトサマーParty! 残暑の花火もいいんじゃない？〜（2025年9月15日予定、ZOZOマリンスタジアム / 9月23日予定、万博記念公園）[339]

## 書籍

### 写真集
- Sexy Zone ファースト写真集 Sweetz（2012年8月1日、集英社） ISBN 978-4-08-102145-1
- Sexy Zone 2nd写真集『Be Sexy!』（2014年10月30日、集英社） ISBN 978-4-08-780730-1

### カレンダー
- Sexy Zone/中山優馬/ジャニーズJr. カレンダー 2012.4-2013.3（2012年3月10日、ワニブックス）
- Sexy Zone/A.B.C-Z/ジャニーズJr./中山優馬 カレンダー 2013/4-2014/3（2013年3月9日、ワニブックス）
- Sexy Zone 2014.4-2015.3 カレンダー（2014年3月8日、学研プラス）
- Sexy Zone カレンダー 2015.4-2016.3（2015年3月7日、ワニブックス）
- 2016.4→2017.3/Sexy Zone カレンダー（2016年3月9日、ホーム社）
- Sexy Zone カレンダー 2017.4→2018.3（ジャニーズ事務所公認）（2017年3月9日、集英社）
- Sexy Zone カレンダー 2018.4-2019.3（ジャニーズ事務所公認）（2018年3月9日、光文社）
- Sexy Zone カレンダー 2019.4→2020.3（ジャニーズ事務所公認）（2019年3月8日、マガジンハウス）
- Sexy Zone カレンダー 2020.4→2021.3（ジャニーズ事務所公認）（2020年3月6日、マガジンハウス）
- Sexy Zone オフィシャルカレンダー 2021.4-2022.3（2021年3月5日、光文社）
- Sexy Zoneカレンダー2022.4→2023.3（ジャニーズ事務所公認）（2022年3月4日、マガジンハウス）
- Sexy Zoneカレンダー2023.4→2024.3（ジャニーズ事務所公認）（2023年3月9日、主婦と生活社）

### 雑誌連載
- 学研パブリッシング
  - 『TV LIFE』「Re:AL TIME!」（2012年 - ）[218]
  - 『POTATO』「Secret Zone」（2012年 - ）[218]
- ワニブックス『WiNK UP』「Sexy Zoneのラブセク」（2012年 - ）
- ホーム社『duet』「Sexy Zone A La Mode」（2012年 - ）
- 集英社
  - 『Myojo』「SZ Market」（2012年 - ）
  - 『りぼん』「Sexy ZoneのMild⇔wild!」（2012年 - 2018年）[218]
  - 『MORE』
    - 「セクゾトイロハニホヘト。」（2019年4月号[343] - 2023年11月号[344]）
    - 「君がいる季節に…」（Spring 2024[345] - Winter 2024[346]）
    - （Summer 2025 - 予定）[347]
- 角川マガジンズ『週刊ザテレビジョン』「リアル（素）ナップ」（2012年 - ）[218]
- 朝日新聞出版『ジュニアエラ』
  - 「Sexy Zoneのスクール☆サバイバル」（2016年8月号[348] - ）
  - 「Sexy ZoneのQ＆Aステーション」（2019年4月号[349] - 2022年3月号[350]）
- マガジンハウス『anan』「timelesz project-AUDITION- DOCUMENTARY」（2024年9月11日発売号〈2413号〉 - 2025年3月12日発売号〈2438号〉）[351][352][353]